# Grottes de Barabar
Les grottes de Barabar, — parfois aussi nommées grottes de Khalatika du nom de la colline à l'époque de l’empereur Ashoka, ou bien « grottes des Sat-Garha » (des sept caves), — sont les plus anciennes grottes artificielles de l'Inde, datant de l'Empire Maurya (322-185 av. J.-C.).
L'entrée de ces grottes, creusées dans de gigantesques blocs de granite, date du IIIe siècle av. J.-C. durant la période Maurya,,, à l'époque de l'empereur Ashoka (qui régna de 273-232 av. J.-C.) et de son petit-fils et successeur Dasharatha Maurya. Elles sont situées dans la région de Makhdumpur du district de Jehanabad, Bihar, Inde, à 24 km au nord de Gaya.
Les grottes ont été consacrées, un temps, aux ascètes de la secte des Ajivikas. Cette secte est fondée par Makkhali Gosala, un contemporain de Bouddha Gautama, le fondateur du bouddhisme et de Mahavira, le dernier et 24e Tirthankara du jaïnisme. Sur le site se trouvent plusieurs inscriptions bouddhistes et hindoues, ainsi que des sculptures de périodes ultérieures.
Les grottes de Barabar regroupent quatre cavités (creusées dans la colline de Barabar), et trois autres creusées dans le granite de la colline de Nagarjuni (situées sous un chaos granitique, à 1,6 km des premières, et parfois désignés séparément comme « les grottes de Nagarjuni »). Deux autres grottes, très anciennes, se trouvent à Rajgir et à proximité, nommées Son Bhandar et Sitamarhi, qui n'ont pas d'inscriptions Maurya mais partagent avec les grottes de Barabar une structure similaire et une finition de granite poli, certes beaucoup moins poussée pour la première, mais néanmoins suggestives de l'époque de l'Empire maurya.
Depuis le Ve siècle av. J.-C., les Bouddhistes utilisaient initialement des grottes naturelles, comme la grotte de Saptaparni ou les grottes de Saru Maru.

## Grottes de la colline Barabar

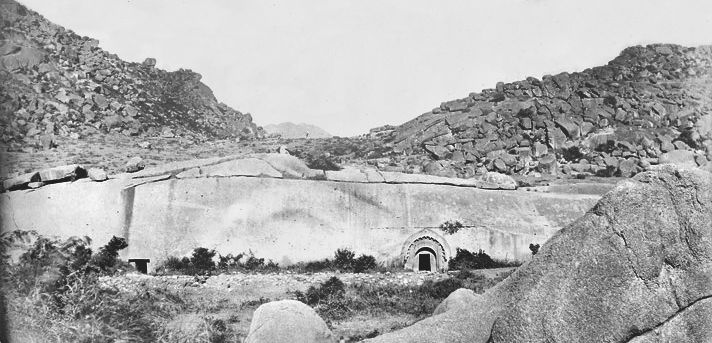
Panorama de la colline de Barabar, avec l'entrée des grottes de Sudama et de Lomas Rishi.

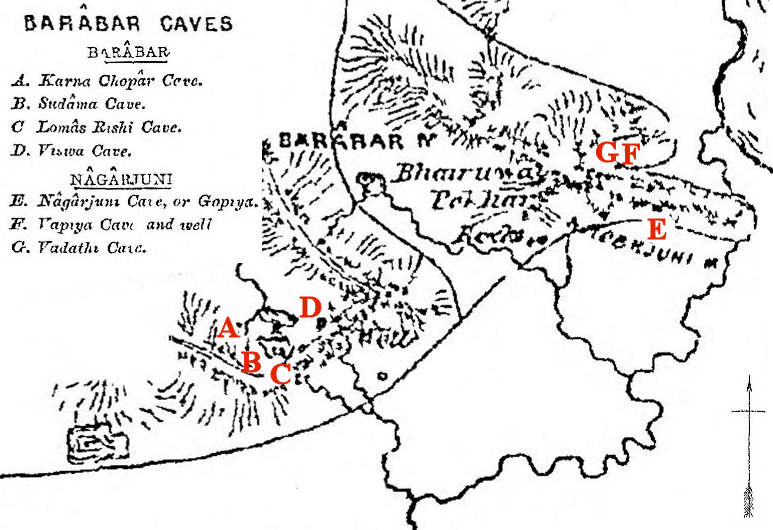
Carte des grottes des collines de Barabar et de Nagarjuni, située à 1.6 km de celle de la colline de Barabar

La colline de Barabar est une langue de granite brut (structure géologique dite « en dos de baleine », dans laquelle trois grottes ont été creusées : Karan Chaupar, Lomas Rishi et Sudama. Il y a une quatrième grotte à proximité : Visvakarma.
La colline de Nagajurni, à 1,6 km de distance à l'est contient trois grottes supplémentaires : Gopika, Vadathika et Vapiyaka.
Sudama et Lomas Rishi sur la face sud de la colline de Barabar sont probablement les premiers exemples de l'architecture de roches taillées en Inde, avec les détails architecturaux réalisés durant la période de l'empire maurya. Ce type de grottes artificielles précéda et influença probablement les créations rupestres ultérieures, qui comprennent les grandes Chaitya bouddhistes que l'on trouve dans le Maharashtra, comme dans les grottes d'Ajanta et les grottes de Karla.
Les grottes de Barabar ont grandement influencé la tradition d'architecture dans le roc de l'ensemble de l'Asie du Sud. Cette influence va de la décoration de la façade (en particulier pour la cave de Lomas Rishi), jusqu'au plan consistant souvent en une salle rectangulaire se terminant par une forme (sanctuaire ?) semi-hémisphérique.

### Grotte de Lomas Rishi

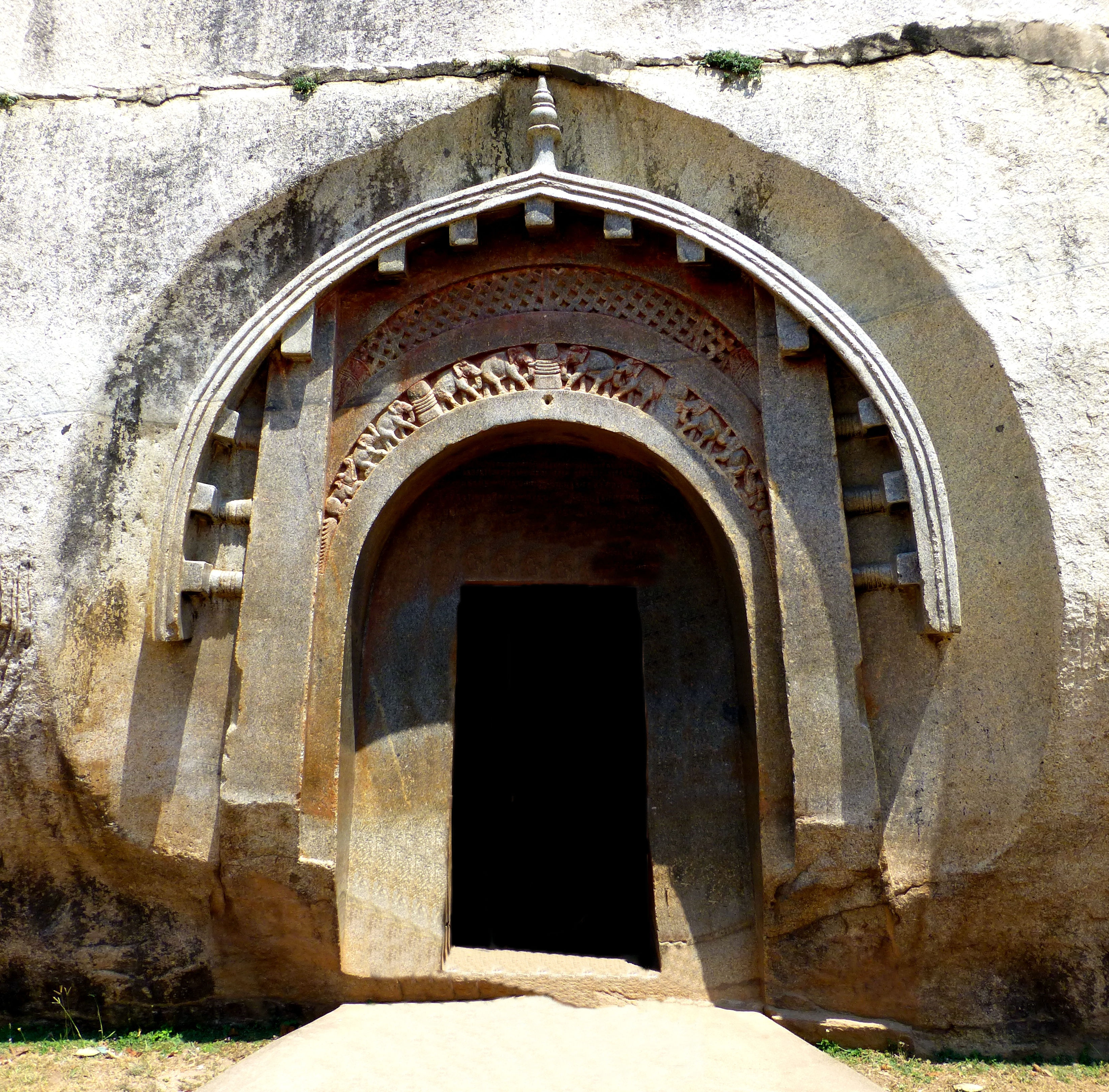
La célèbre porte ouvragée de la grotte de Lomas Rishi. La porte est datée approximativement à 261 av. J.-C., ce qui en fait le premier bas-relief connu de l'époque Maurya. Photos.

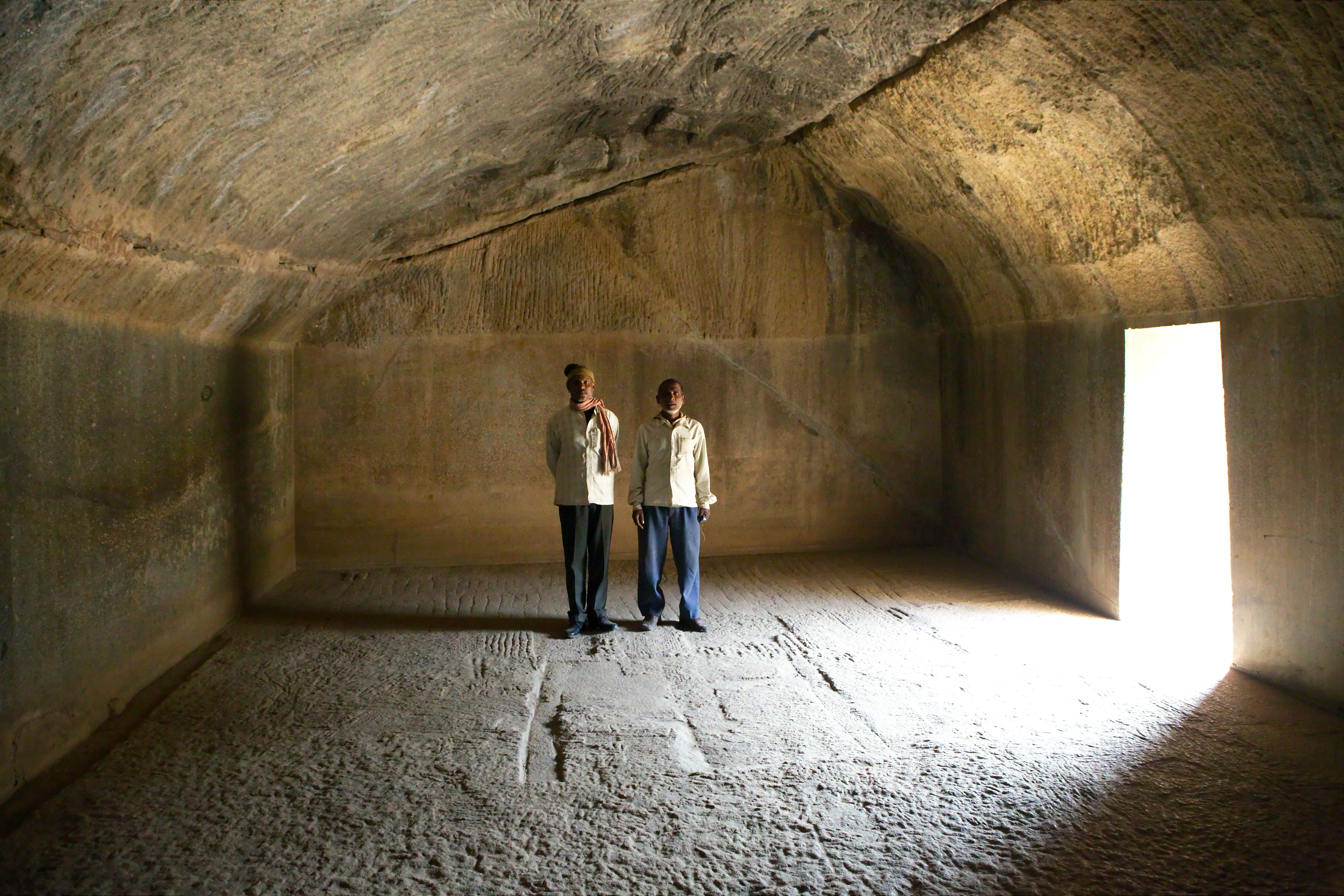
L'interieur non fini (sol et plafond) de la grotte de Lomas Rishi. Les picots de roche laissés en l'état sur le sol apparaissent dans le coin au fond à gauche.

La grotte de Lomas Rishi est probablement la plus célèbre des grottes de Barabar, du fait de sa porte ouvragée. Elle se trouve sur la face sud de la langue de granite de Barabar, et est voisine de la grotte de Sudama, qui est située sur sa gauche. Lomas Rishi est constituée de deux salles : une salle rectangulaire mesurant 9,86 × 5,18 m, et une salle circulaire, de volume semi-hémisphérique de 5 m de diamètre, à laquelle on accède depuis la salle rectangulaire par un passage rectangulaire étroit.
L'entrée de cette grotte est entourée d'une forme d'arche sculptée dans la roche, qui imite probablement l'architecture contemporaine en bois. Sur le pourtour de la porte, le long de la courbe de l'architrave, une ligne d'éléphants avance en direction d'emblèmes de stupas., C'est la forme caractéristique de « l'arc de Chaitya » ou chandrashala qui devait être une caractéristique importante de l'architecture et de la sculpture dans le roc pendant plusieurs siècles. Il s'agit clairement d'une reproduction en pierre de bâtiments en bois et autres matières végétales., Selon Gupta, les successeurs immédiats de Lomas Rishi sont les grottes de Kondivite (en) et Guntupalli. Cette sculpture pourrait être postérieure à la grotte elle-même.
Lomas Rishi n'a pas d'inscription d'Ashoka, peut-être du fait qu'elle n'a jamais été terminée en raison d'erreurs de taille et de problèmes structurels de glissement de roche. On la considère généralement comme datant de la même période que les autres grottes, du fait de la similarité de la structure interne et du degré de finition de la roche, les murs étant parfaitement polis, à l'exception de la voûte dont le creusement a été interrompu. Elle a par contre une inscription très postérieure d'Anantavarman au-dessus de l'entrée, des Ve – VIe siècles de notre ère.

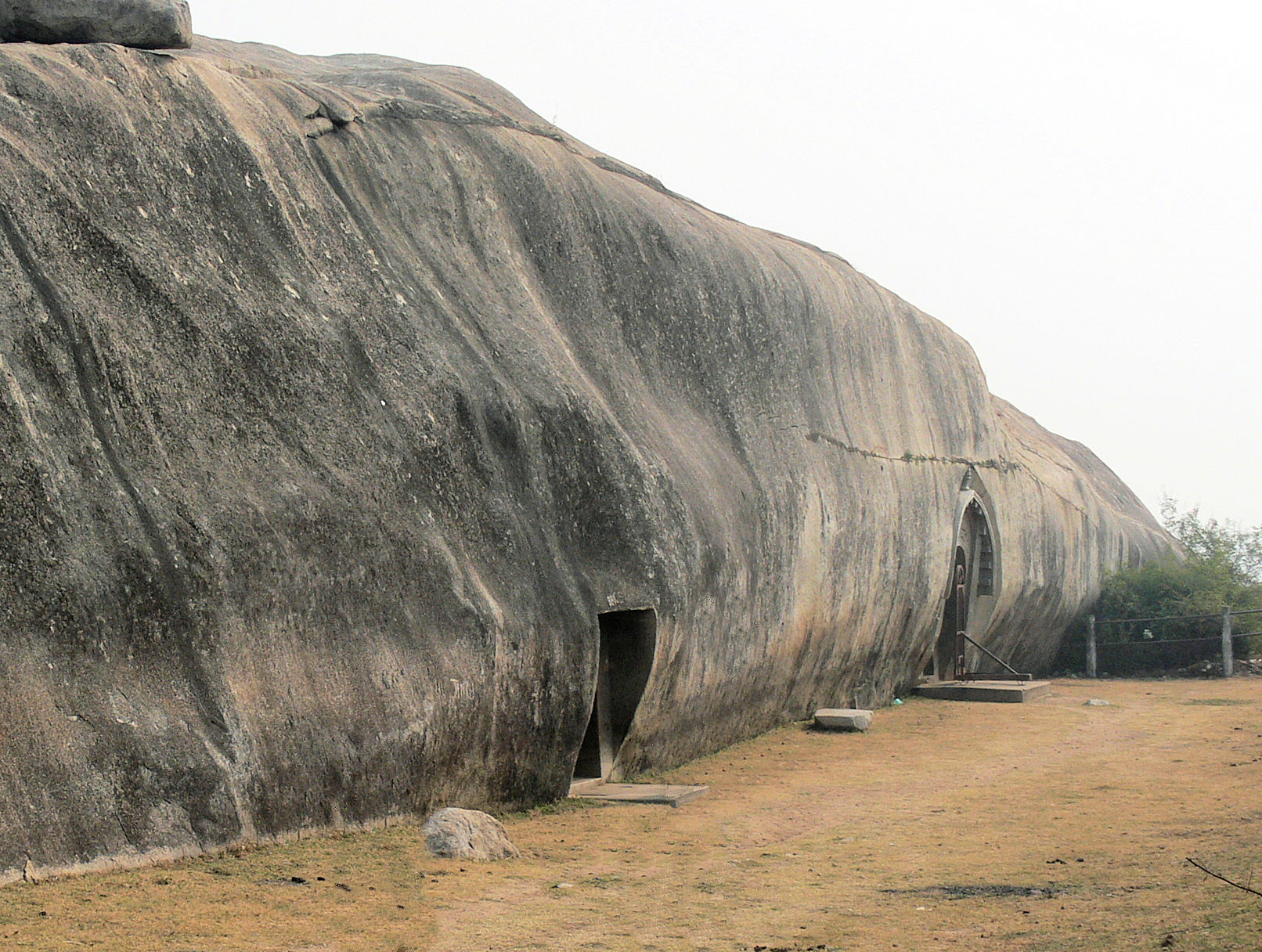
Entrées de la grotte de Sudama, et plus loin, de la grotte de Lomas Rishi, colline de Barabar.
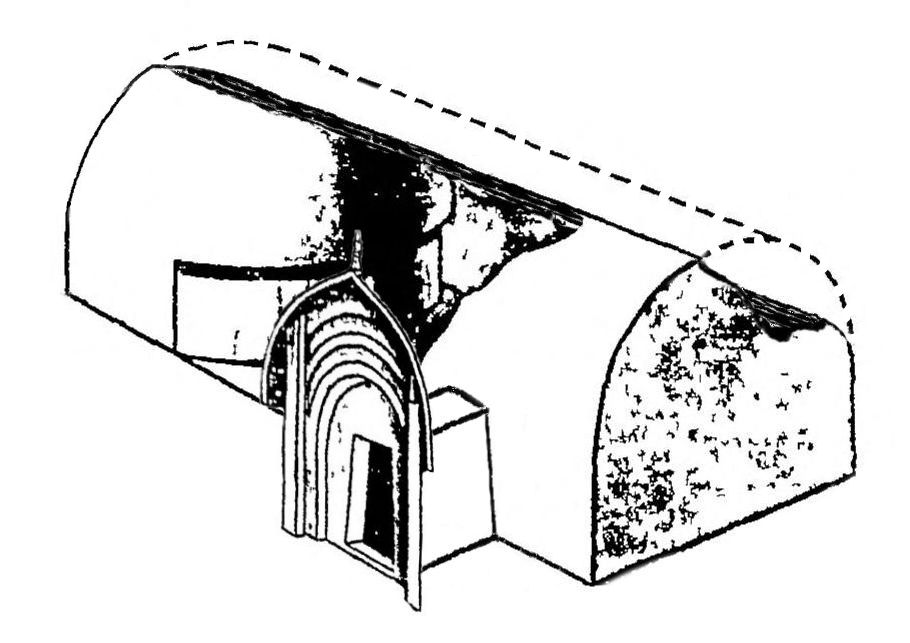
Représentation en volume de la grotte de Lomas Rishi. Le creusement de la voûte n'a jamais été fini.
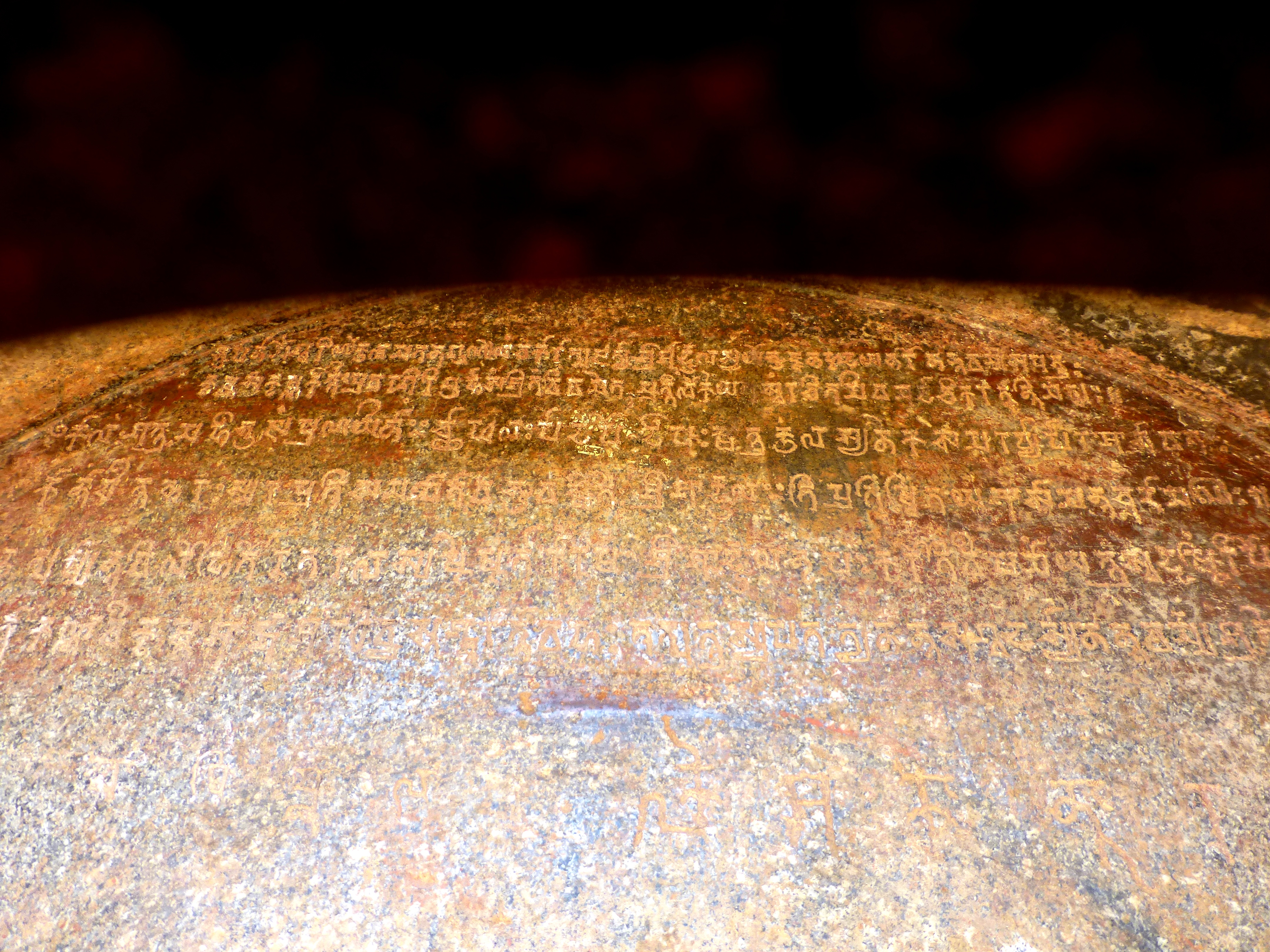
Inscription d'Anantavarman au-dessus de l'entrée, Ve – VIe siècles de notre ère.
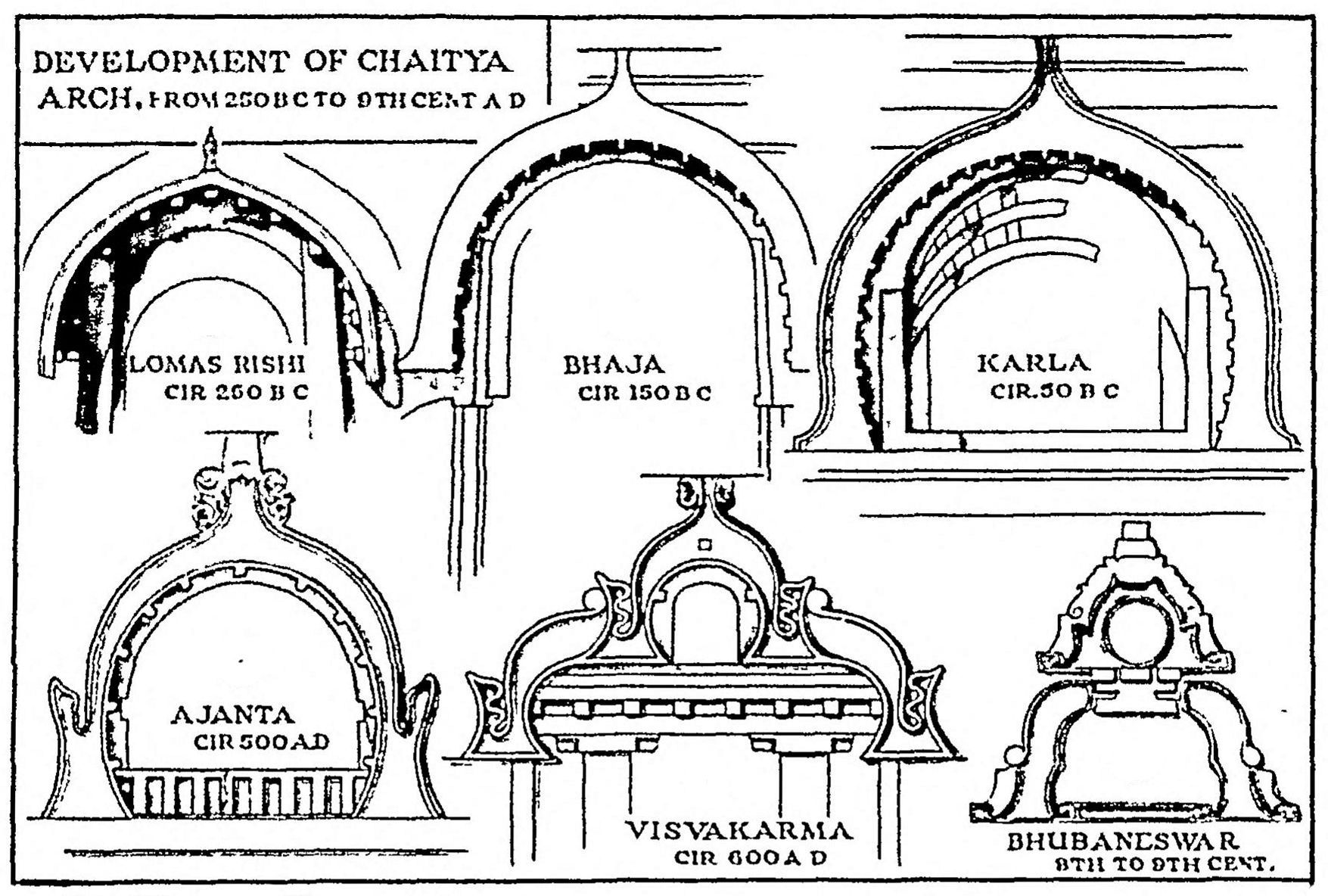
Développement de l'arche de Chaitya à partir de la grotte de Lomas Rishi.

Selon Gupta, la théorie selon laquelle Lomas Rishi n'aurait pas reçu d'inscription d'Ashoka parce qu'elle était en état d'inachèvement, est mise à mal par le fait que la grotte de Vivaskarma, autre grotte de Barabar, bien qu'elle ne soit pas finie, a néanmoins été consacrée par Ashoka. La consécration d'une cave pouvait donc tout à fait se faire en cours de travaux. Cela pourrait induire que Lomas Rishi, avec ses bas-reliefs, est en réalité postérieure à Ashoka. Gupta pense effectivement que Lomas Rishi est postérieure à la fois à Ashoka et son petit-fils Dasaratha, et aurait été construite à la fin de l'Empire Maurya, sous le règne de son dernier empereur Brihadratha, et interrompue brutalement en 185 av. J.-C. avec l'assassinat de Brihadratha et le coup d'état de Pushyamitra Shunga, fondateur de la dynastie des Sunga. Pushyamitra Shunga est d'ailleurs connu pour avoir persécuté les bouddhistes et les Ajivikas, ce qui expliquerait l'arrêt immédiat des travaux. Selon Gupta, l'interruption brutale des travaux est suggérée par l'absence de finition, même approximative, du sol, avec par exemple l'abandon en l'état de quelques picots de roches qui n'auraient nécessité que quelques minutes de burinage pour être enlevés afin obtenir un sol à peu près régulier.

### Grotte de Sudama

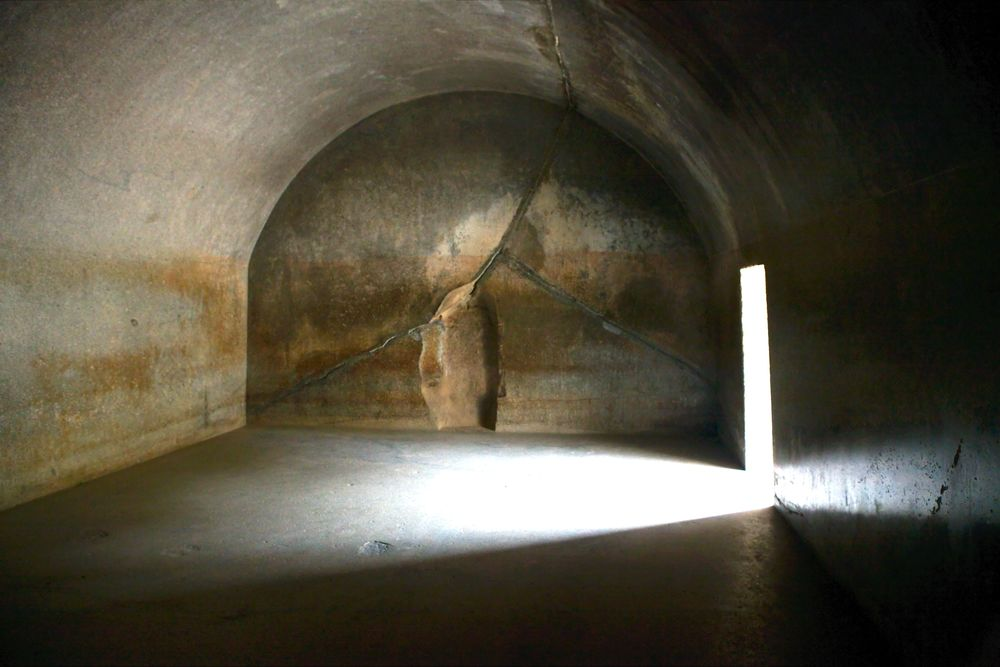
Intérieur de la grotte de Sudama. Elle consiste en une grande salle voutée et un sanctum semi-hémisphérique (ici, dans le dos du photographe), le tout avec une finition de granite poli. Toutes les grottes de Barabar partagent peu ou prou cette apparence intérieure, sauf la grotte de Lomas Rishi, qui, bien que conçue sur le même modèle, n'est qu'à demi achevée pour sa partie intérieure. Les fissures correspondent à un glissement dans le roc, probablement postérieur à la création de la grotte. Photos.

La grotte de Sudama se trouve sur la face sud de la langue de granite de Barabar. Elle est voisine de Lomas Rishi, et située sur sa gauche. Son plan diffère de celui des autres grottes : il est constitué de deux salles : une salle rectangulaire mesurant 11,004 × 5,961 ± 0,003 ± 0,003 m et, dans l'alignement, une salle circulaire, de volume semi-hémisphérique de 6 m de diamètre, à laquelle on accède depuis la salle rectangulaire par un passage trapézoïdal étroit. L'ensemble (grande salle, passage et petite salle), présente une symétrie longitudinale quasi-parfaite).
C'est probablement la première grotte du groupe à avoir été creusée. Cette grotte a été dédiée par l'empereur Ashoka en 261 av. J.-C. (12e année de son règne) comme en témoigne une inscription en Brahmi en son nom protocolaire (Priyadarsin, « Celui qui apporte la joie ») se trouvant dans l'entrée de la grotte, alors que la grotte de Lomas Rishi n'a pas reçu de consécration dédicatoire :

« De par le roi Priyadarsin, en la 12e année de son règne, cette grotte de Banyans a été offerte aux Ajivikas. »

— Inscription d'Ashoka de la grotte de Sudama 
Le plafond de la grotte de Sudama est en forme d'arc. La grotte est composée d'une chambre voûtée circulaire et d'une salle voûtée avec la forme rectangulaire de mandapa. Les murs intérieurs de la grotte représentent une prouesse technique : ce sont des surfaces de granite parfaitement planes et polies, créant un effet miroir. D'autre part, la planéité des surfaces réverbère le son, créant un phénomène d'écho très prononcé. Cette caractéristique est commune à toutes les grottes de Barabar, et, en amplifiant les vibrations et les harmonies, semble être propice aux chants des moines.

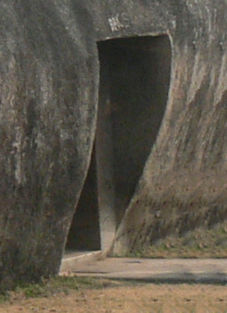
Entrée de la grotte de Sudama.
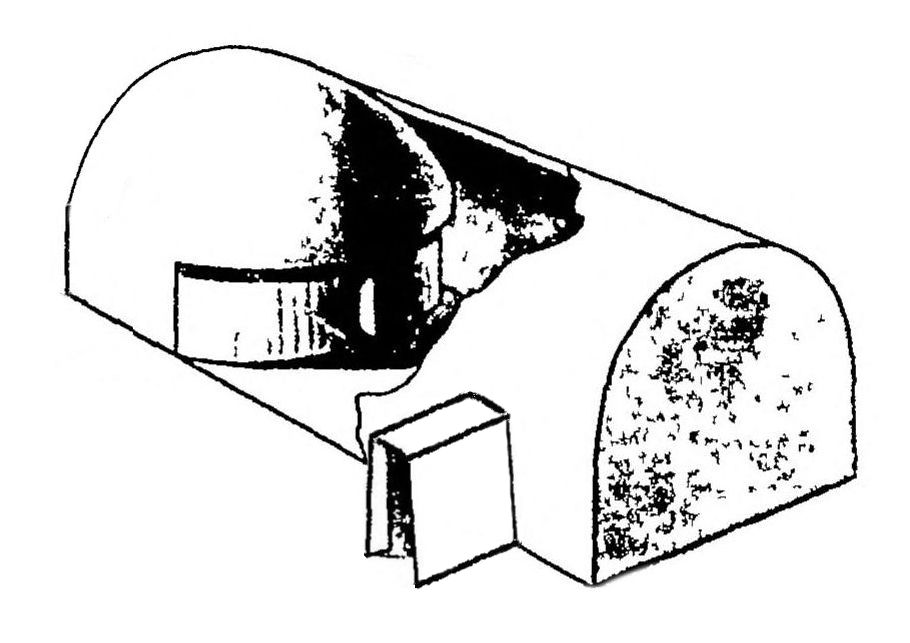
Plan en volume de la grotte de Sudama (11,004 × 5,961 ± 0,003 ± 0,003 m).
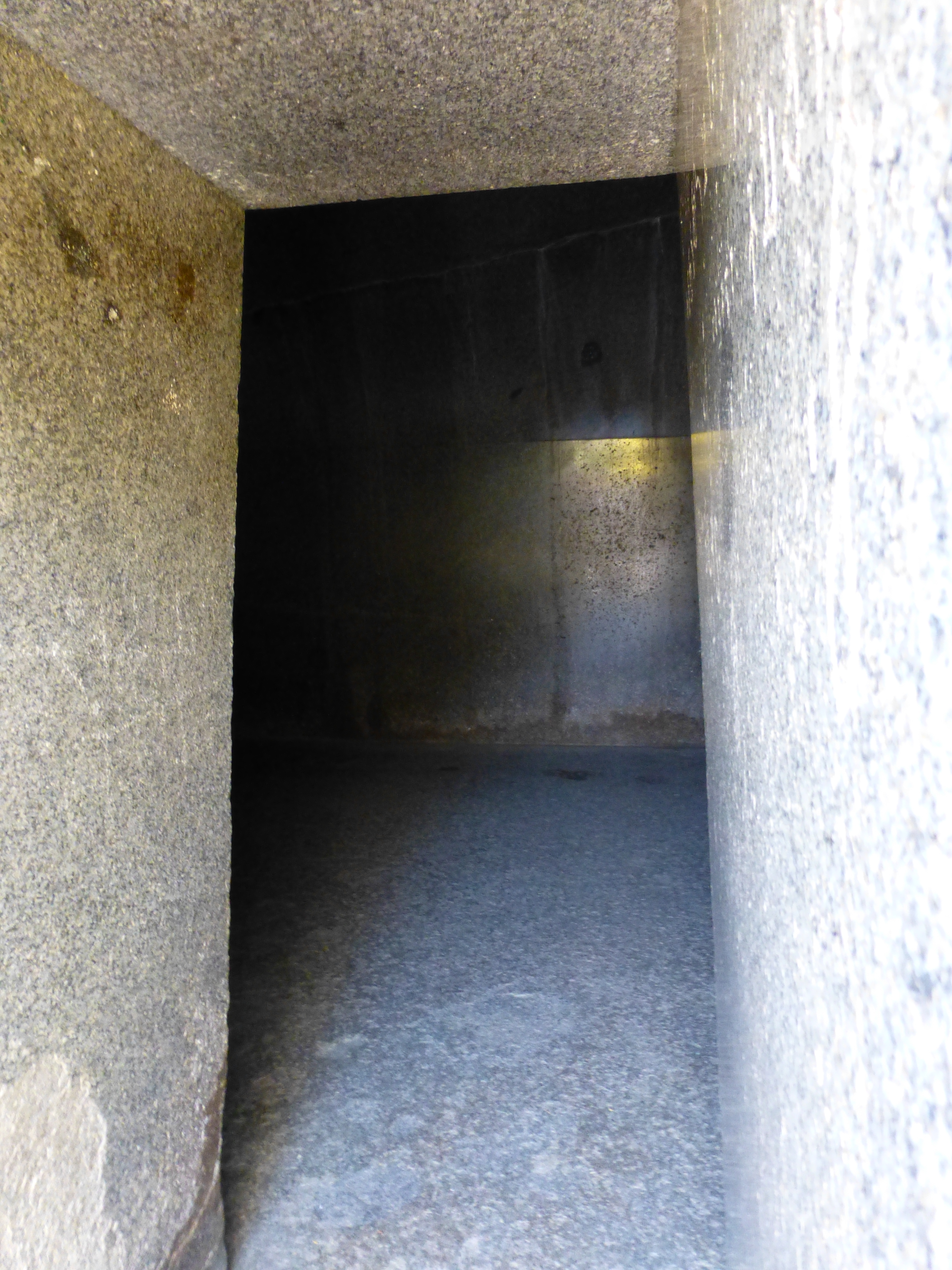
Couloir d'entrée de la grotte de Sudama.
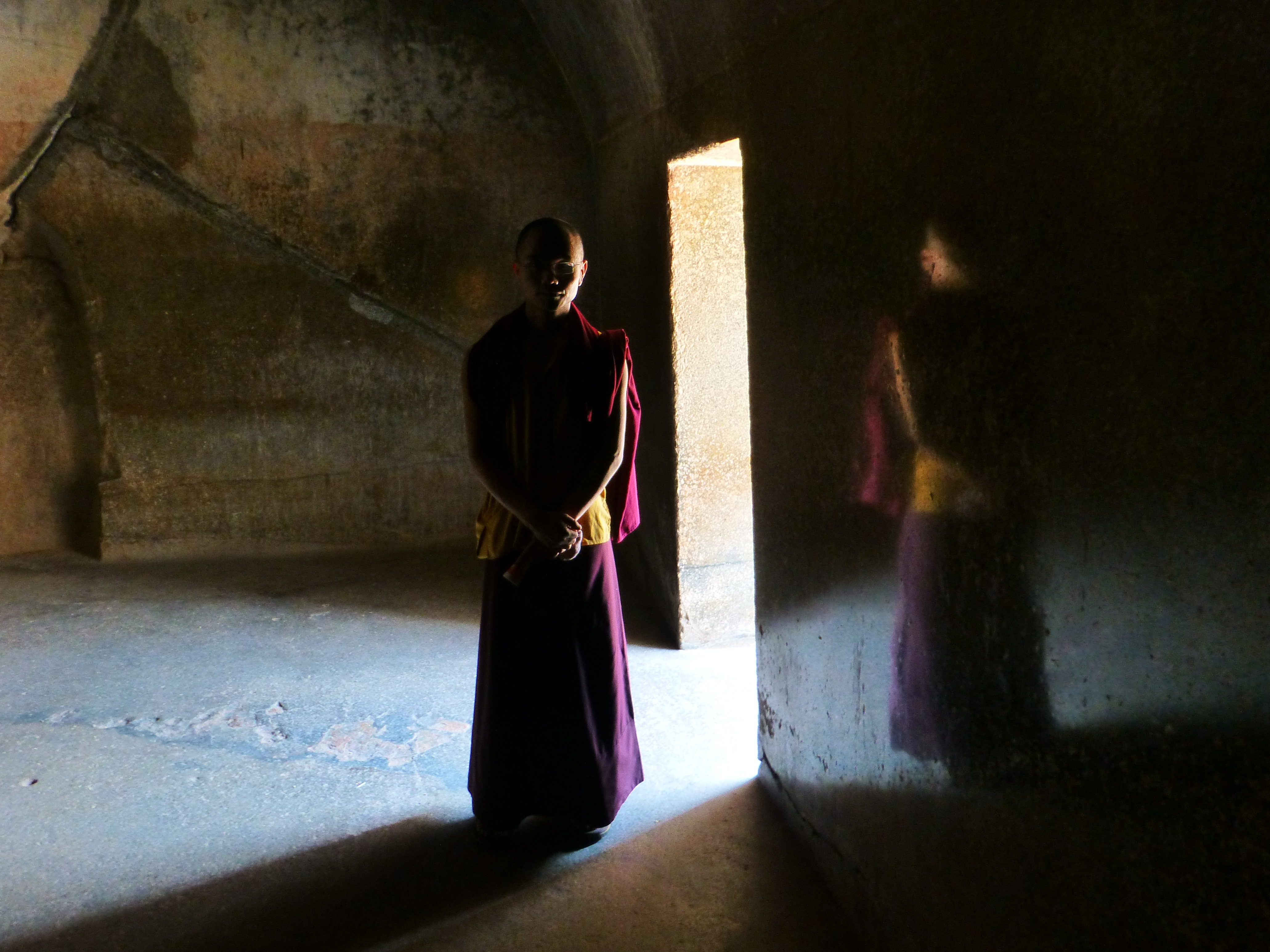
Les murs intérieurs de la grotte sont des surfaces de granite parfaitement planes et polies (reflet visible).

### Grotte de Karan Chaupar
| |  |  |
| L'inscription d'époque Gupta mentionnant « La grotte des mendiants » (au second plan), et statues bouddhiques à l'extérieur. |  |  |

Karan Chaupar, aussi nommée Karna Chaupar, se trouve sur la face nord de la langue de granite de Barabar. Elle se compose d'une seule pièce rectangulaire avec des surfaces polies de dimensions 10,2 × 4,27 m. Elle contient une inscription d'Ashoka datée de la 19e année de son règne, soit environ 250 av. J.-C., située à l'extérieur, immédiatement à droite de l'entrée. L'inscription d'Ashoka de la grotte de Karna Chopar ne mentionne pas les Ajivikas, et semble plutôt référer à la pratique bouddhique de retraite (vassavasa) pendant la saison des pluies. De plus, la swastika inversée à la fin de l'inscription serait plutôt de caractère bouddhique. Il est donc possible que cette dernière cave était prévue pour des moines bouddhistes:

« En ma 19e année de règne, moi, le roi Priyadarsin, ai offert cette grotte de la très agréable montagne de Khalatika pour qu'elle serve d'abri pendant la saison des pluies. (Avec à la fin les symboles d'une swastika inversée et d'une flèche vers le haut) »

— Inscription d'Ashoka de la grotte de Karan Chaupar.
La grotte possède à une extrémité un banc creusé dans le roc, probablement pour s'asseoir ou dormir.
Dans le couloir de l'entrée une inscription de l'époque Gupta mentionne « Daridra Kantara » (« La grotte des mendiants »). Un monticule orné de sculptures bouddhiques se trouve par ailleurs près de l'entrée, autant d'éléments accréditant l'appartenance bouddhique de cette grotte.

### Grotte de Visvakarma
La grotte de Visvakarma, aussi appelée Viswa Mitra, est accessible par les marches d'Ashoka taillées dans la falaise. Elle se trouve à une centaine de mètres et un peu à l'est de la langue de granite principale (25° 00′ 22″ N, 85° 03′ 53″ E). Elle se compose d'une pièce rectangulaire entièrement ouverte sur l'extérieur, une sorte de porche allongé, et d'une pièce semi-hémisphérique non achevée : l'espace rectangulaire mesure 4,27 m x 2,54 m, et la salle circulaire 2,8 m de diamètre. On passe de la salle rectangulaire à la salle demi-hémisphérique par un passage trapézoïdal étroit. Sur le sol du porche, 4 trous ont été pratiqués, dont on pense qu'ils permettaient de fermer la grotte avec une structure en bois.
La grotte de Visvakarma fut offerte par Ashoka aux Ajivikas en l'année 12 de son règne, soit environ 261 av. J.-C. :

« De par le roi Priyadarsin, en la 12e année de son règne, cette grotte de la montagne Khalatika a été offerte aux Ajivikas. »

— Inscription d'Ashoka de la grotte de Visvakarma
Ici, il est à noter que la grotte de Visvakarma, malgré le fait qu'elle ne soit pas finie, a néanmoins été consacrée par Ashoka. Ceci remet un peu en question la théorie selon laquelle la grotte de Lomas Rishi n'aurait pas reçu d'inscription d'Ashoka du fait qu'elle était en état d'inachèvement. Cela pourrait justifier que Lomas Rishi, avec ses bas-reliefs, soit en réalité postérieure à Ashoka, aussi tard que 185 av. J.-C.. Cela n'explique pourtant pas pourquoi Visvakarma, consacrée en 260 av. J.-C., a elle, été interrompue, en l'absence de problème significatif dans la roche, alors que 7 années plus tard Ashoka consacrait la grotte de Karan Chaupar, parfaitement finie, à peu de distance de là. Visvakarma est par ailleurs la seule grotte à ne pas avoir d'inscriptions « historiques » postérieures à Ashoka.

## Grottes de la colline de Nagarjuni

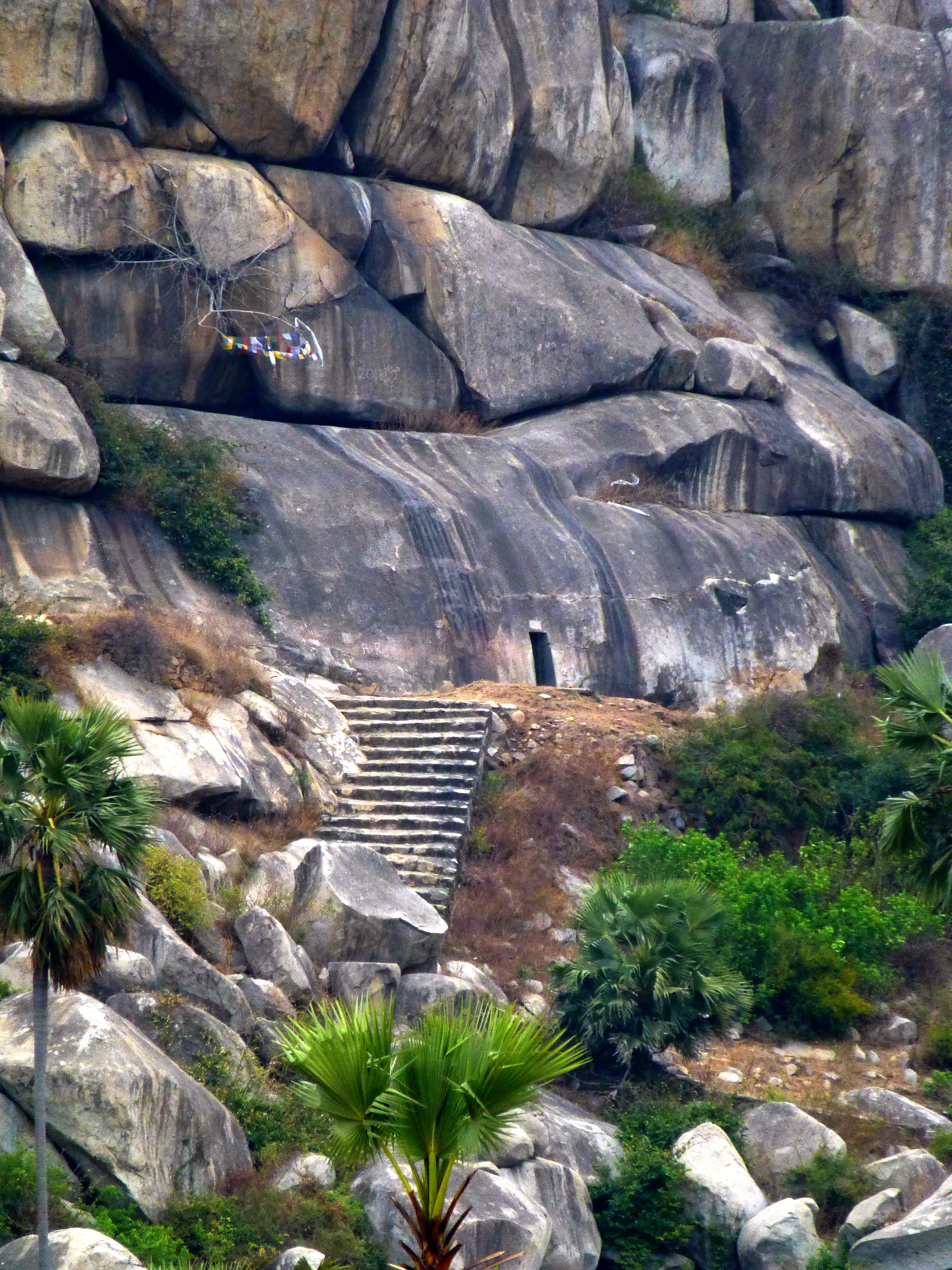
Colline de Nagarjuni, avec escalier et entrée de la grotte de Gopika.

Les grottes voisines de la colline de Nagarjuni ont été construites quelques décennies plus tard que les grottes de Barabar, et consacrées par Dasaratha Maurya, le petit-fils et successeur d'Ashoka, chacune pour la secte des Ajivikas. Elles se trouvent à 1,6 kilomètre à l'est des grottes de Barabar. Les trois grottes sont :

### Grotte de Gopika
Appelée aussi Gopi ou Gopi-ka-Kubha, la grotte de Gopika est la plus grande de toutes les grottes du complexe de Barabar (25° 00′ 33″ N, 85° 04′ 42″ E). Elle est constituée d'une seule grande pièce oblongue de 13,62 × 5,84 m et très légèrement ovale.
Elle se trouve sur la rive sud de la colline, creusée par le roi Dasharatha petit-fils de l'empereur Ashoka, selon l'inscription qui a été gravée au-dessus de la porte d'entrée :

« La grotte de Gopika, un refuge qui durera aussi longtemps que le Soleil et la Lune, a été creusée par Devanampiya (bien-aimé des dieux) Dasaratha lors de son élévation au trône, pour en faire un ermitage pour les Ajivikas les plus pieux »

— Inscription de Dasaratha Maurya sur la grotte de Gopika. Environ 230 av. J.-C..

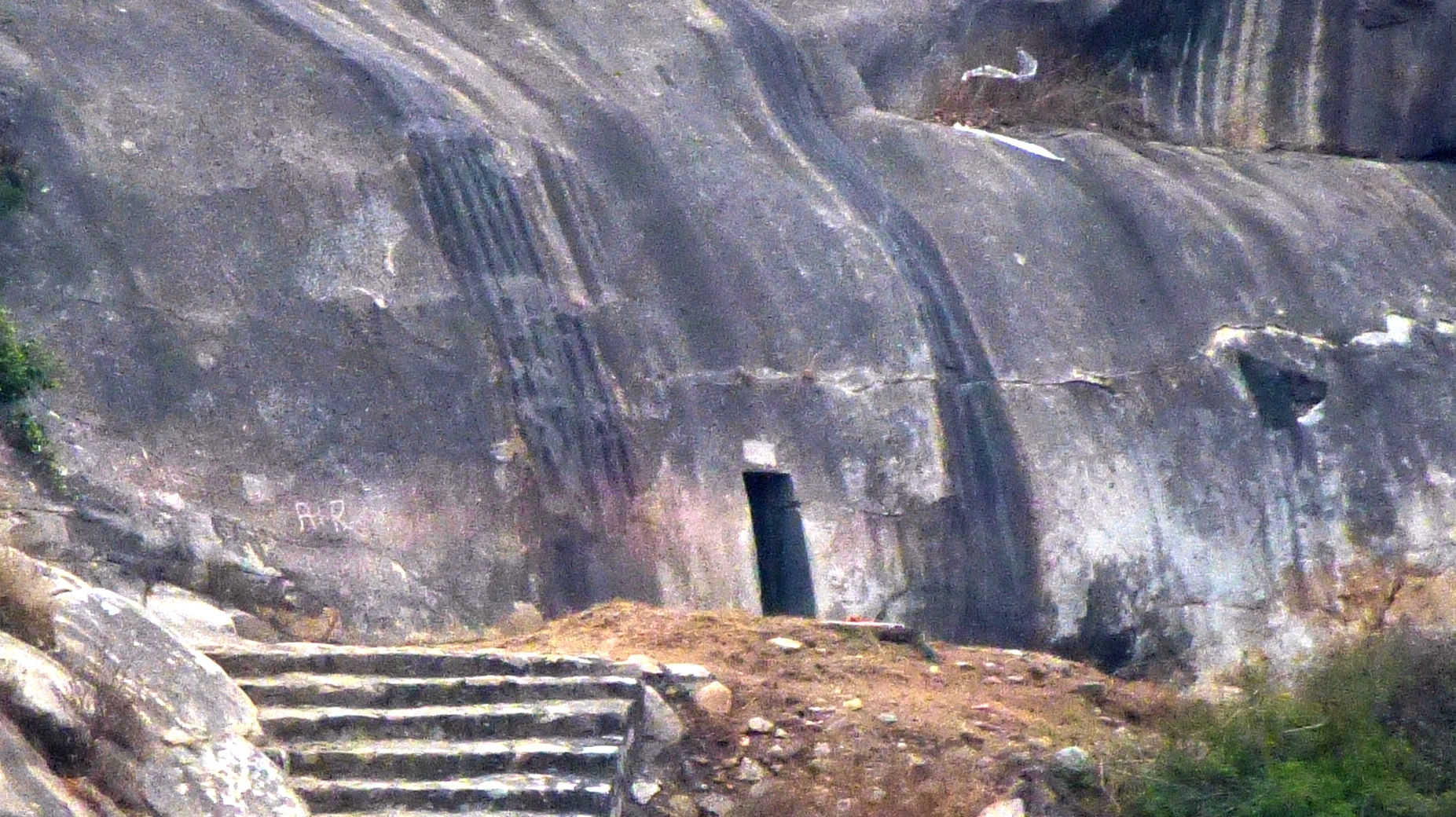
Devanture de la grotte.
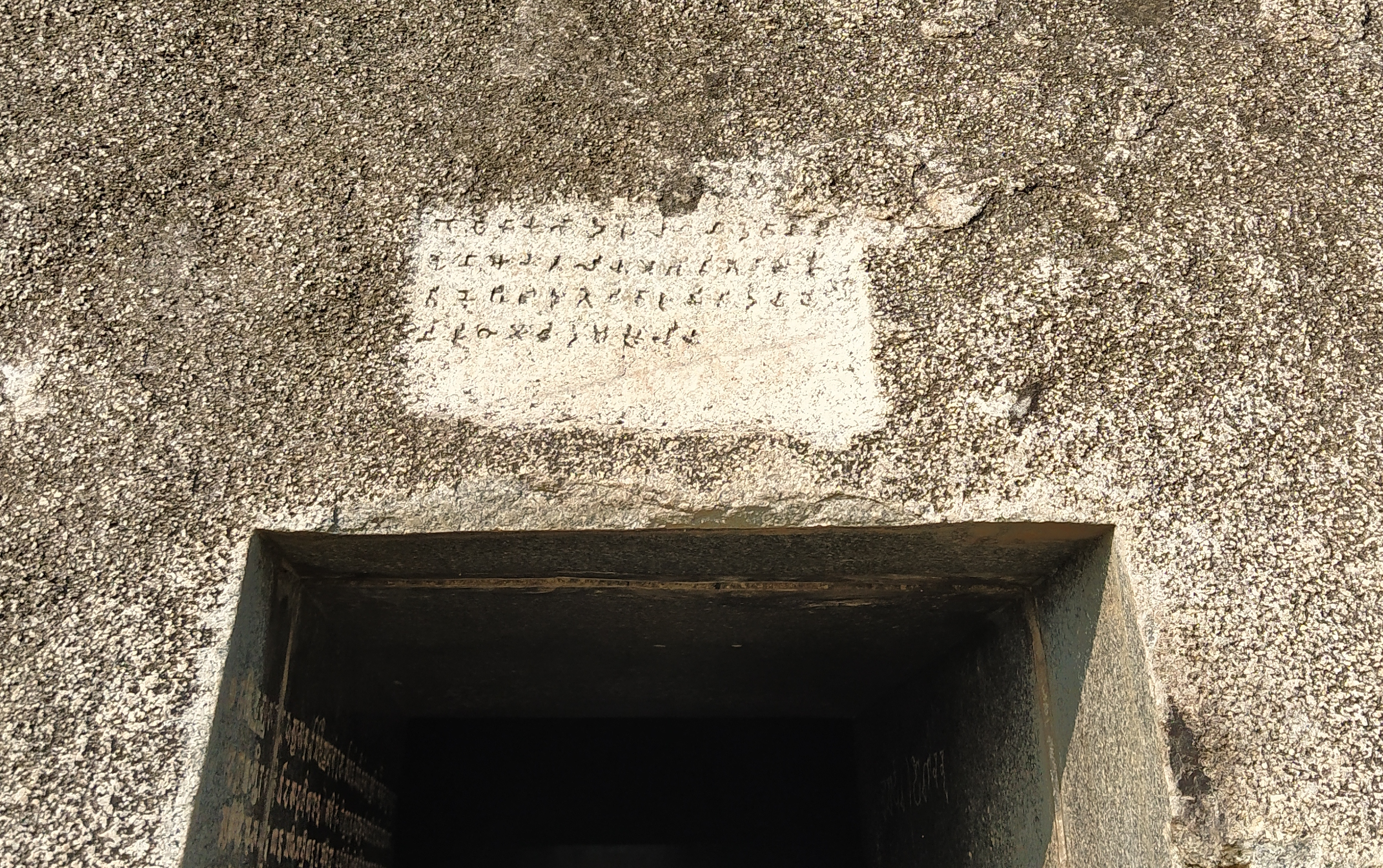
Inscription consécratoire par Dasaratha Maurya, petit-fils d'Ashoka, 230 av. J.-C.
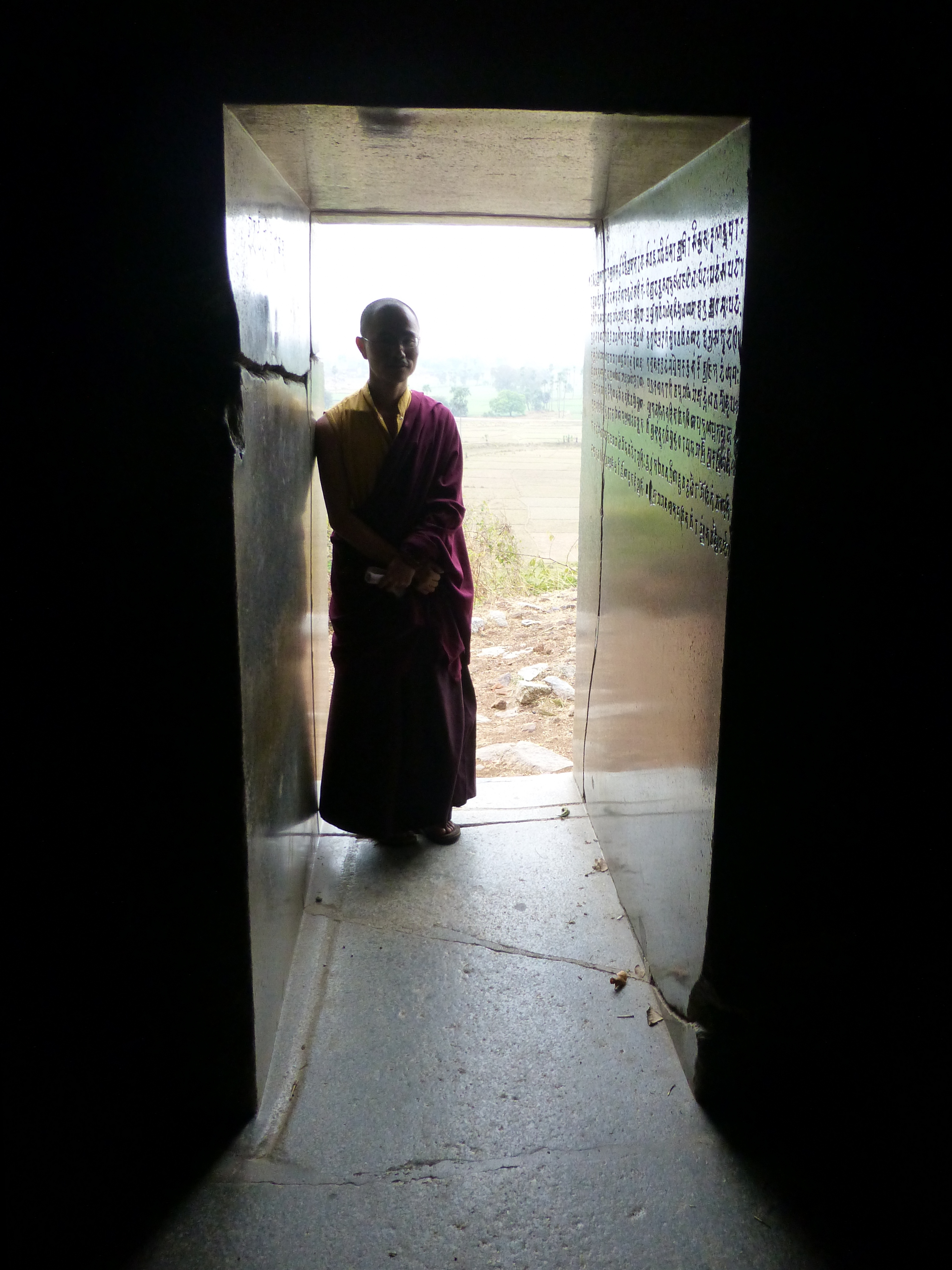
Couloir d'entrée, murs polis à effet miroir, inscription de Gopika (en) du Ve siècle de notre ère.
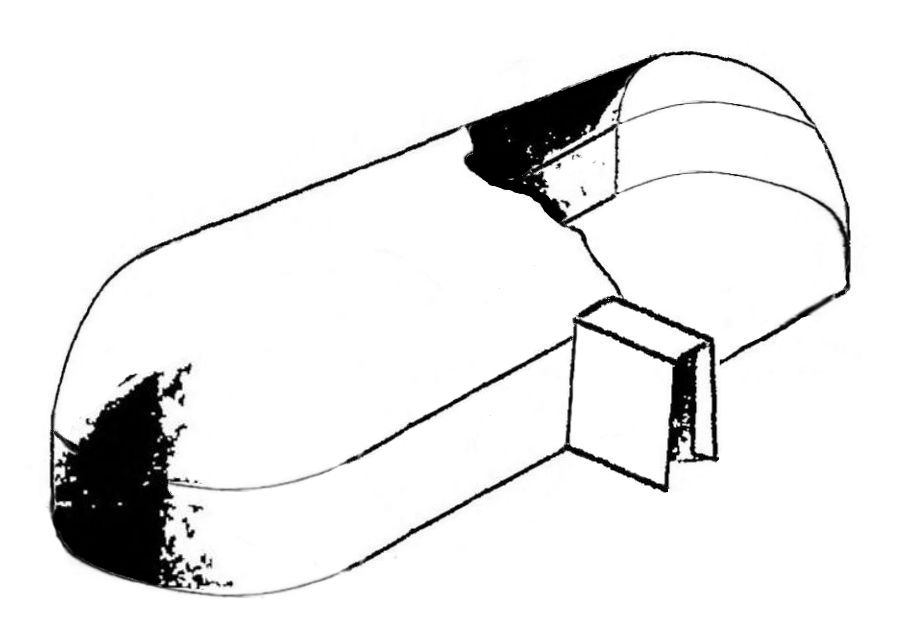
Plan en volume de la grotte de Gopika (13,95 × 5,84 m). Photos.

### Grottes de Vadathika et de Vapiyaka
Ces deux grottes se trouvent un peu plus haut sur le côté nord de la colline, à 300 m à vol d'oiseau (25° 00′ 41″ N, 85° 04′ 37″ E). Bien que petites, elles sont parfaitement sculptées.
- Grotte de Vadathika. Elle est située dans une crevasse dans la roche. Elle est constituée d'une unique salle avec une base carrée associée à un demi-cercle. La hauteur maximale est de 2,39 m et la longueur et la largeur de la salle sont  5,13 × 3,42 m, avec un porche trapézoïdal à l'entrée de hauteur 1,85 m et de largeur 0,77 m en haut et de 0,88 m en bas[13]. Il faut noter que l'entrée fait un angle de 95,06° avec la base carrée, se prolongeant à la perpendiculaire de la chambre voisine de Vapiyaka[14]. Cependant, les deux grottes ne sont pas sur le même niveau. Vadathika est plus haute de 1,42 m. Sa voûte est composée de 3 arcs de cercles de rayons différents[15],[16]. Cette grotte fut consacrée par Dasharatha Maurya, le petit-fils et successeur d'Ashoka, pour la secte des Ajivikas.

« La grotte de Vadathika, un refuge qui durera aussi longtemps que le Soleil et la Lune, a été creusée par Devanampiya (bien-aimé des dieux) Dasaratha lors de son élévation au trône, pour en faire un ermitage pour les Ajivikas les plus pieux »

— Inscription de Dasharatha Maurya sur la grotte de Vadathika. Environ 230 av. J.-C..
La grotte possède aussi une inscription hindoue beaucoup plus tardive, l'inscription de Vadathika (en).
- Grotte de Vapiyaka, aussi appelée de par le sens de son nom « La grotte du puits » (Well Cave). Elle est constituée d'une unique salle au sol rectangulaire de dimension 5,14 × 3,42 m. Les quatre murs de la grotte ont une inclinaison (ou fruit) de 88,5° (±0,8°)[17]  pour les deux petits côtés et de 87° (±0,1°) pour les deux grands côtés. Cette grotte aussi possède une très belle salle voûtée qui la forme d'un arc de cercle  de rayon 2,12 m (±1 cm). La hauteur maximale de la voûte est de 2,24 m. La paroi de la voûte est entièrement faite de granite parfaitement poli. Cette grotte fut également consacrée à la secte des Ajivikas par Dasharatha, avec une inscription équivalente à celle de la grotte de Gopika.  Elle possède une inscription identique à sa voisine, au nom de la grotte près, ainsi qu'un certain nombre d'inscriptions courtes de l'époque Gupta.

## Technologie
| |  |  |
| Le polissage « miroir » des parois de granite : paroi du couloir d'entrée de la grotte de Gopika (effet miroir accentué par la prise de vue rasante), et intérieur de la grotte de Sudama avec reflet d'un moine. Ces parois quasi parfaites furent creusées dans la roche et polies avant 261 av.J-C., date des inscriptions, plutôt maladroites, d'Ashoka. |  |  |

Les grottes ont été creusées dans le granite, une roche extrêmement dure, puis finies avec un très beau polissage de la surface interne, donnant un effet miroir d'une grande planéité, ainsi qu'un effet d'écho,. Ce poli à grande échelle rappelle le poli sur des surfaces plus petites de la statuaire Maurya, en particulier visible sur les piliers et les chapiteaux des piliers d'Ashoka.
Selon John Marshall : « la finition et précision extraordinaire qui caractérisent les créations des Mauryas n'ont jamais été surpassées, y compris par les plus belles réalisations des temples d'Athènes. »
Importation

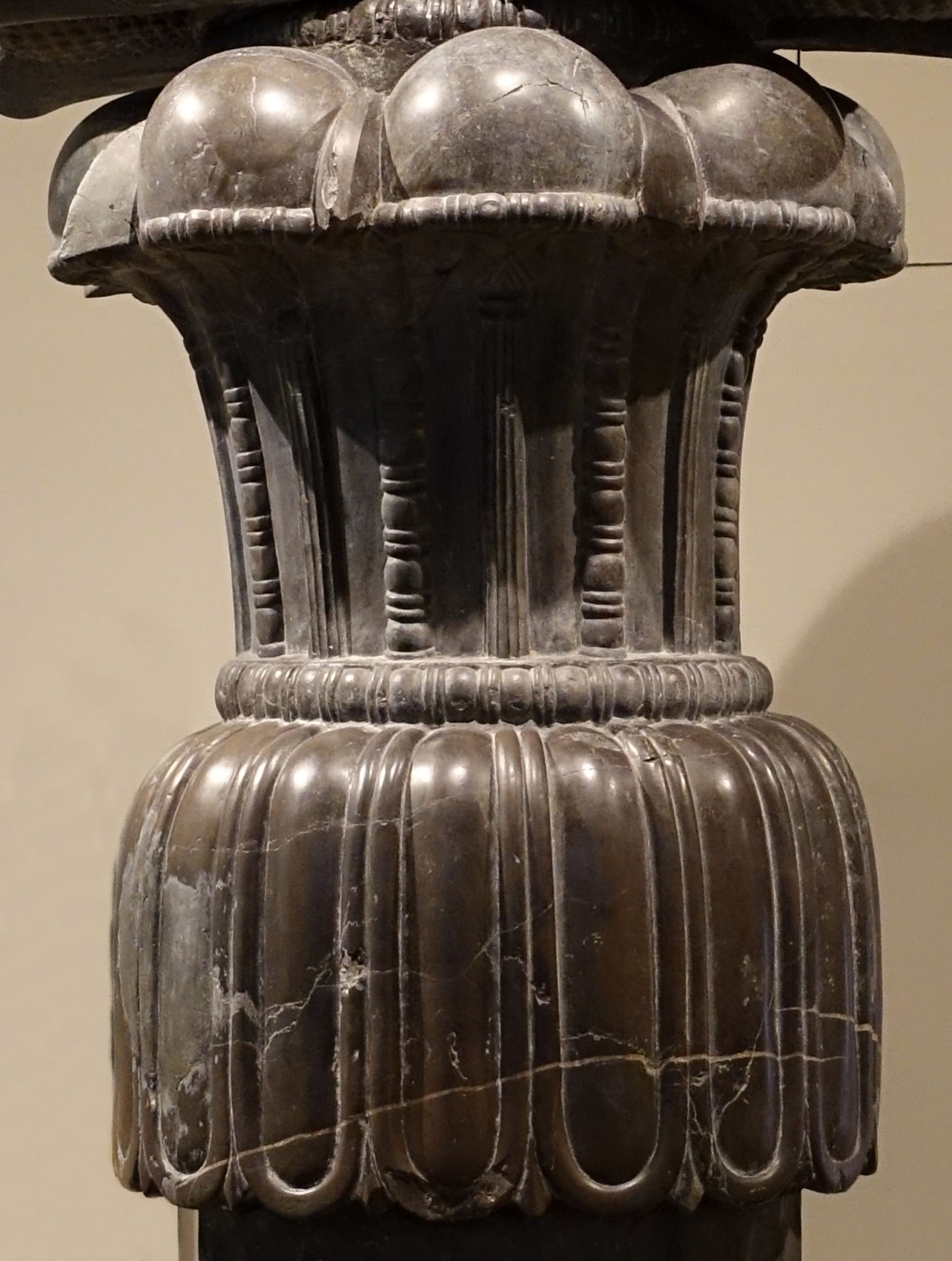
Poli Achéménide monumental,

Cette technique du polissage, remarquable et à grande échelle, et à de nombreux égards sans parallèle, semble néanmoins avoir été dérivée des techniques de polissage dans la statuaire achéménide, les techniques du travail de la pierre s'étant diffusées en Inde après la destruction de l'empire par Alexandre le Grand en 330 av.J-C et le déplacement d'artistes et de techniciens perses et perso-grecs. Ce savoir-faire semble avoir à nouveau disparu après la période Maurya, aucune des grottes ultérieures telles que les grottes d'Ajanta n'ayant cette caractéristique de surfaces polies,.
Le fait même de creuser des grottes artificielles dans le roc, dont les grottes de Barabar représentent le cas le plus ancien en Inde, a probablement été inspiré par les grottes creusées dans le roc des Achéménides, comme c'est le cas à Naqsh-e Rostam. Il semble néanmoins qu'il y ait eu en Inde une tradition ancienne d'utilisation de grottes plus ou moins aménagées par les ascétiques.
Développement local

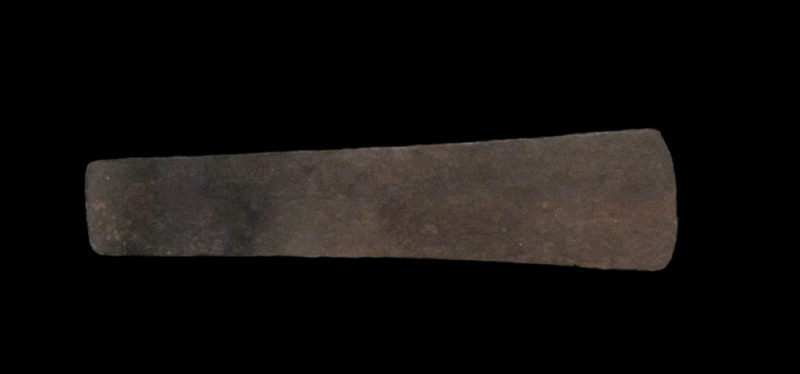
Hache de pierre polie, Inde, 2800-1500 av. J-C.

Selon Gupta, le polissage des roches pourrait avoir une origine locale, en invoquant l'existence des technologies de polissage du Néolithique, telles qu'elles sont visibles dans différents outils de pierre tels que les haches. Il n'y a cependant pas de trace d'évolution depuis ces outils néolithiques vers une architecture de pierre polie, et les grottes de Barabar constituent essentiellement une rupture technologique soudaine sans antécédents locaux, ce qui suggère l'importation de ces techniques depuis une autre culture. Il n'y a pas non plus d'exemples connus d'architecture de la pierre en Inde avant l'époque des Maurya. Selon Gupta, la grotte de Son Bhandar pourrait constituer une telle étape intermédiaire, relativement unique, et à condition de remettre en cause sa chronologie, puisqu'elle est généralement datée des IIe – IVe siècle.

## Inscriptions d'Ashoka

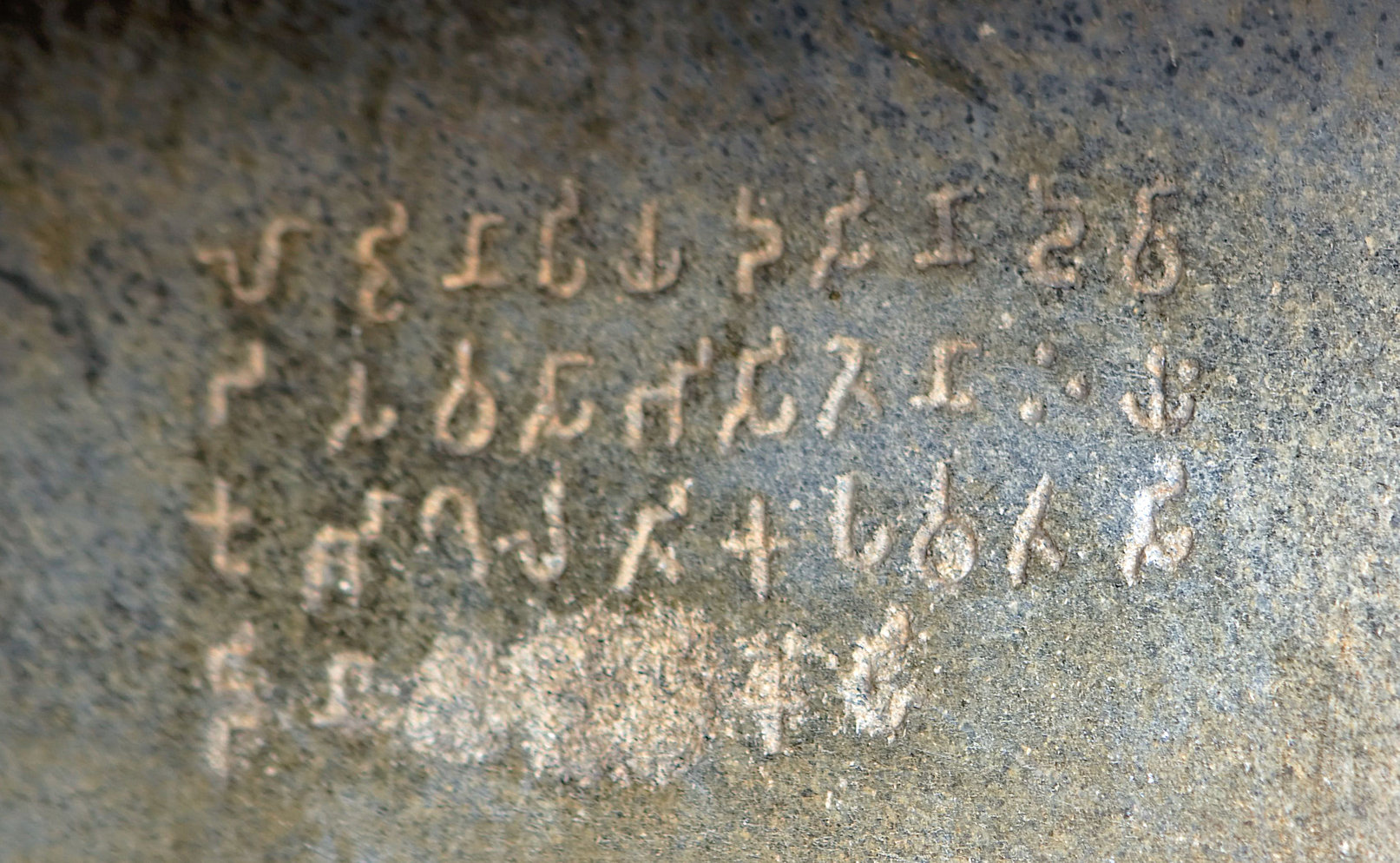
Inscription consécratoire d'Ashoka dans la grotte de Visvakarma/ Viswamitra, Barabar. Le mot «Ajivikas» a été attaqué ultérieurement au burin, à une époque où le script Brahmi était encore compris, soit avant le V.

Les inscriptions d'Ashoka des grottes de Barabar furent gravées lors de la 12e année et la 19e année du règne d'Ashoka, soit environ 260 av. J-C, pour la consécration de plusieurs grottes pour la secte des Ajivikas, une secte d'ascétiques, qui florissait au même moment que le Bouddhisme et le Jaïnisme. Les mots « Ajivikas » ont été attaqués ultérieurement au burin, probablement par des rivaux religieux, à une époque où le script Brahmi était encore compris (probablement avant le Ve siècle). Cependant, les inscriptions d'origine étant profondes, elles restent facilement déchiffrables.
Les inscriptions d'Ashoka dans les grottes de Barabar font partie des Édits mineurs sur rocher d'Ashoka, et apparaissent dans les trois grottes nommées Sudama, Visvakarma et Karna Chopar. Lomas Rishi, quant à elle, n'a pas d'inscription d'Ashoka (seulement une inscription d'Anantavarman au-dessus de l'entrée, des Ve – VIe siècles), peut-être du fait qu'elle n'a jamais été terminée en raison de problèmes structurels de glissement de roche.
Ashoka et la construction des grottes
Outre le fait que les inscriptions indiquent qu'elles ont été réalisées la douzième année du règne d'Ashoka (soit 250 av.J-C), on considère généralement que la construction des grottes de Barabar elles-mêmes date aussi de son règne. Le fait que la grotte de Vivaskarma n'ait pas été consacrée par Ashoka lors de la 12e année de son règne, mais seulement sept ans plus tard, milite pour l'hypothèse d'une construction progressive des grottes sous Ashoka. De même, le fait que les grottes de la colline de Nagarjuni n'aient pas été consacrées par Ashoka mais par son successeur Dasaratha, suggère que ces grottes n'ont été construites qu'après le règne d'Ashoka.

## Inscriptions de Dasaratha Maurya (232-224 av. J.-C.)

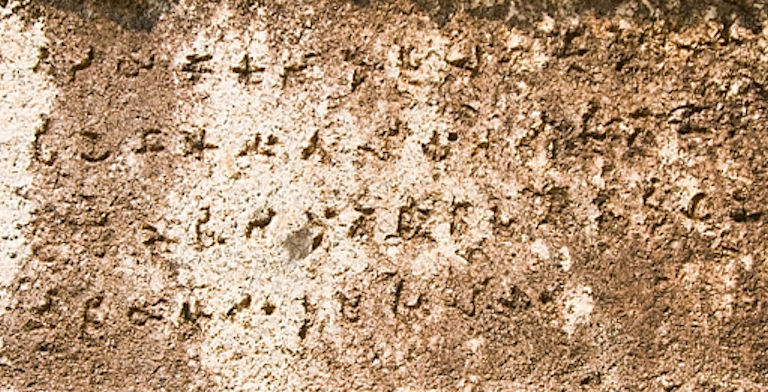
Inscription consécratoire de Dasaratha Maurya au-dessus de l'entrée de la grotte de Vadathika.

Dasaratha Maurya, petit fils d'Ashoka, a fait graver des textes dédicatoires dans trois autres grottes, formant le groupe de Nagarjuni (grottes de Gopika, Vadathi et Vapiya) des collines de Barabar. On considère généralement donc que leur construction date de son règne.
Les trois grottes ont été offertes aux Ajivikas lors de l'accession au trône de Dasaratha, ce qui confirme que ceux-ci étaient encore actifs vers 230 av.J-C, et que le bouddhisme n'était pas la religion exclusive des Mauryas à cette époque.
Les trois grottes se caractérisent elles aussi par une finition extrêmement poussées des parois en granite à l'intérieur, ce qui, là aussi confirme que la technique du Mauryan polish ne s'est pas éteinte avec le règne d'Ashoka.
| Traduction en français | Prakrit en script Brahmi (texte original des grottes de Nagarjuni) |
| --- | ------------------------------------------------------------------ |
| « Inscription de la grotte de Gopika : « La grotte de Gopika, un refuge qui durera aussi longtemps que le soleil et la lune, a été creusée par Devanampiya (bien-aimé des dieux) Dasaratha lors de son élévation au trône, pour en faire un ermitage pour les Ajivikas les plus pieux. » Inscription de la grotte de Vapiyaka : « La grotte de Vadathi, un refuge qui durera aussi longtemps que le soleil et la lune, a été creusée par Devanampiya (bien-aimé des dieux) Dasaratha lors de son élévation au trône, pour en faire un hermitage pour les Ajivikas les plus pieux. » Inscription de la grotte de Vadathika : « La grotte de Vadathi, un refuge qui durera aussi longtemps que le soleil et la lune, a été creusée par Devanampiya (bien-aimé des dieux) Dasaratha lors de son élévation au trône, pour en faire un hermitage pour les Ajivikas les plus pieux. » » |                                                                    |

## Inscriptions hindoues desVe–VIesiècles

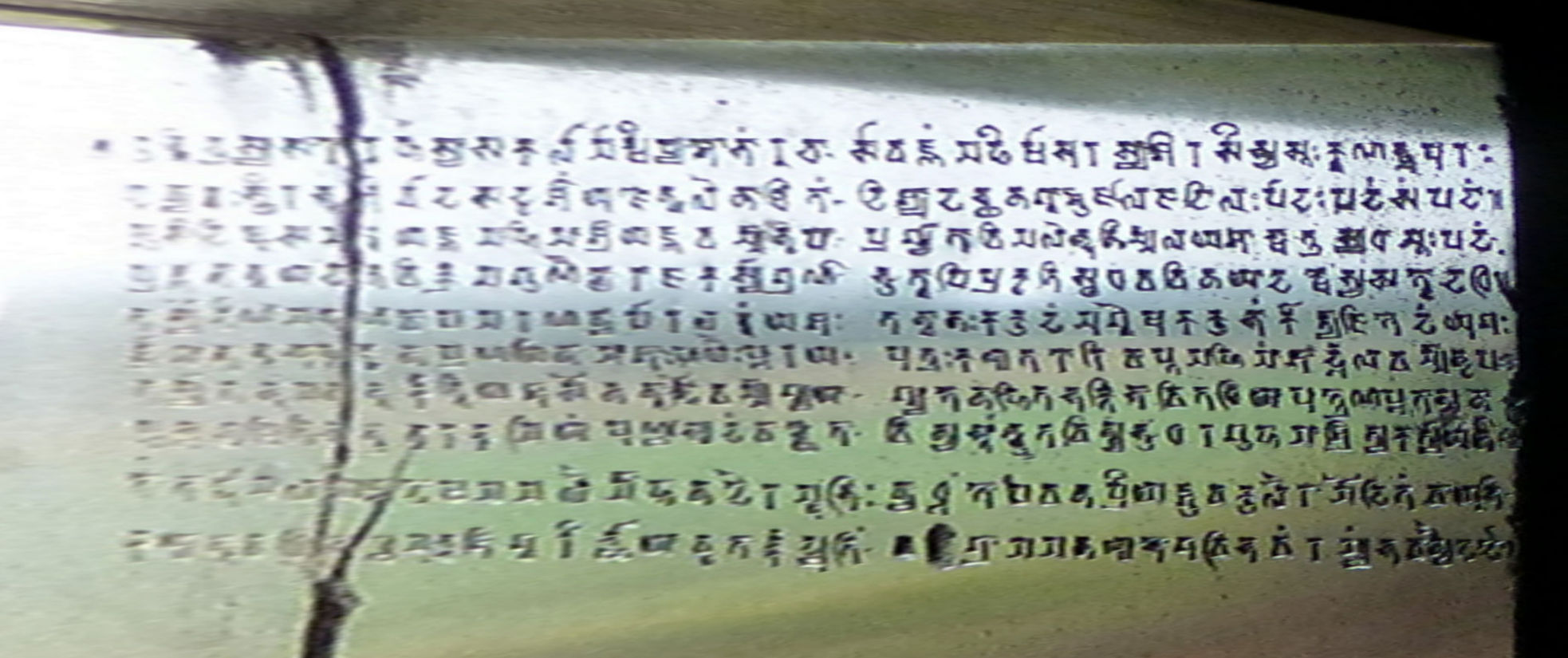
Inscriptions Hindoues du roi Anantavarman, de notre ère, dans l'entrée de la grotte de Gopika, construite par le petit-fils d'Ashoka aux environs de 230 av. J-C.

Plusieurs inscriptions hindoues du roi Maukhari (en) Anantavarman des Ve – VIe siècles apparaissent aussi de façon importante dans les grottes du groupe de Nagarjuni, dans les mêmes grottes où se trouvent les inscriptions consécratoires du petit-fils d'Ashoka, Dasaratha : Inscription de Gopika (en) et Inscription de Vadathika (en), ainsi qu'une inscription d'Anantavarman au-dessus de l'entrée de la grotte de Lomas Rishi. Il y a aussi un certain nombre d'inscriptions courtes de l'époque de l'Empire Gupta, généralement inscrites dans les couloirs d'entrée, et réparties dans presque toutes les grottes. Seule la grotte de Vivaskarma n'a pas reçu d'inscriptions ultérieures à son inscription dédicatoire d'Ashoka.

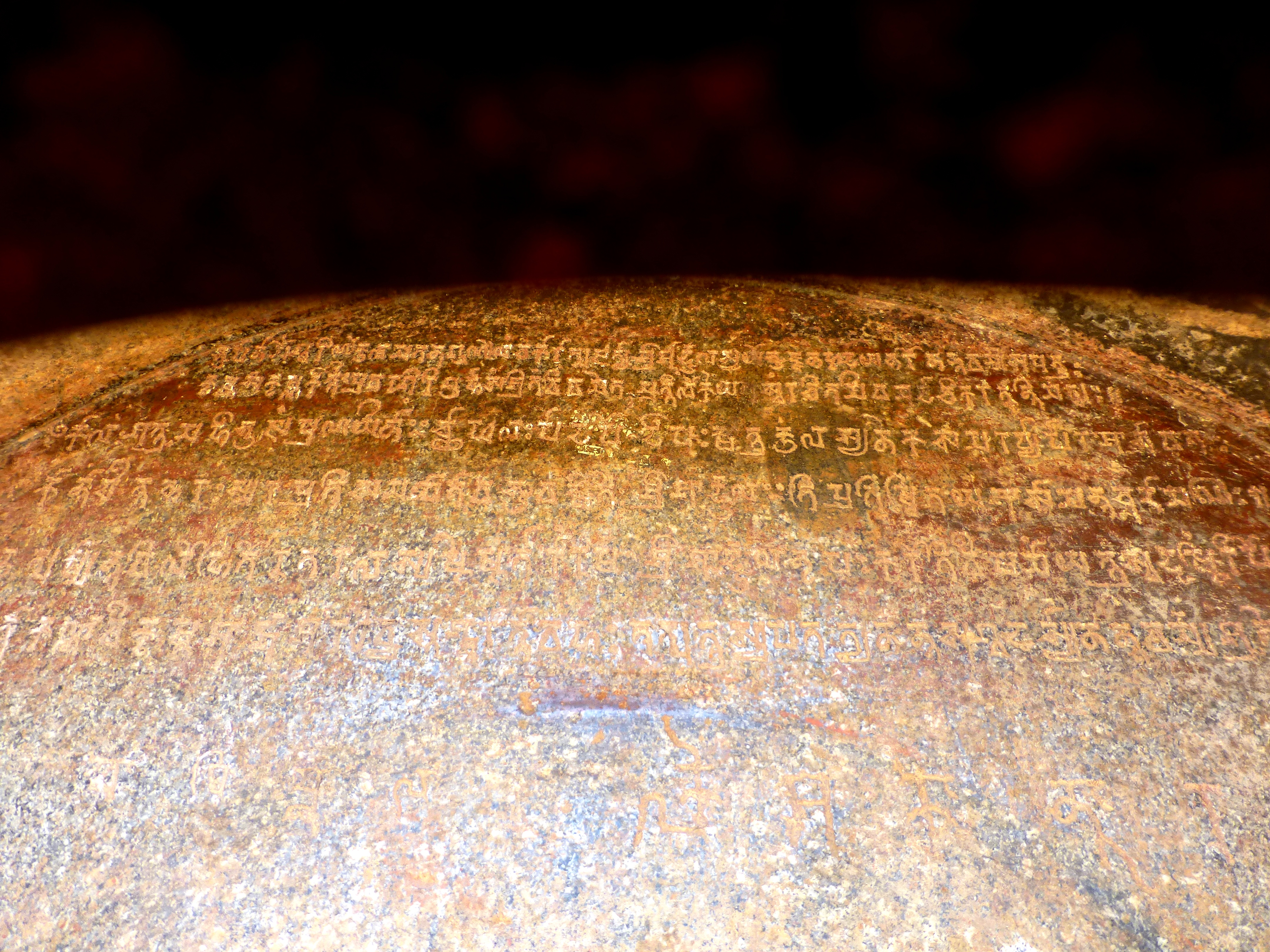
Inscription d'Anantavarman au-dessus de l'entrée de Lomas Rishi.
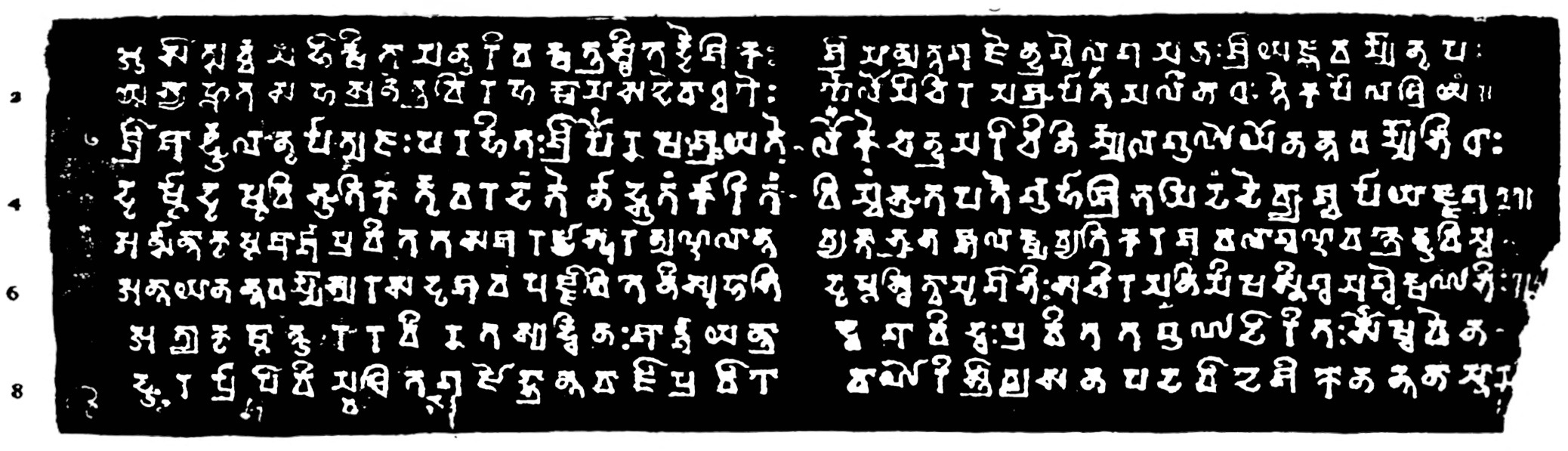
Inscription d'Anantavarman dans la grotte de Vadathika.
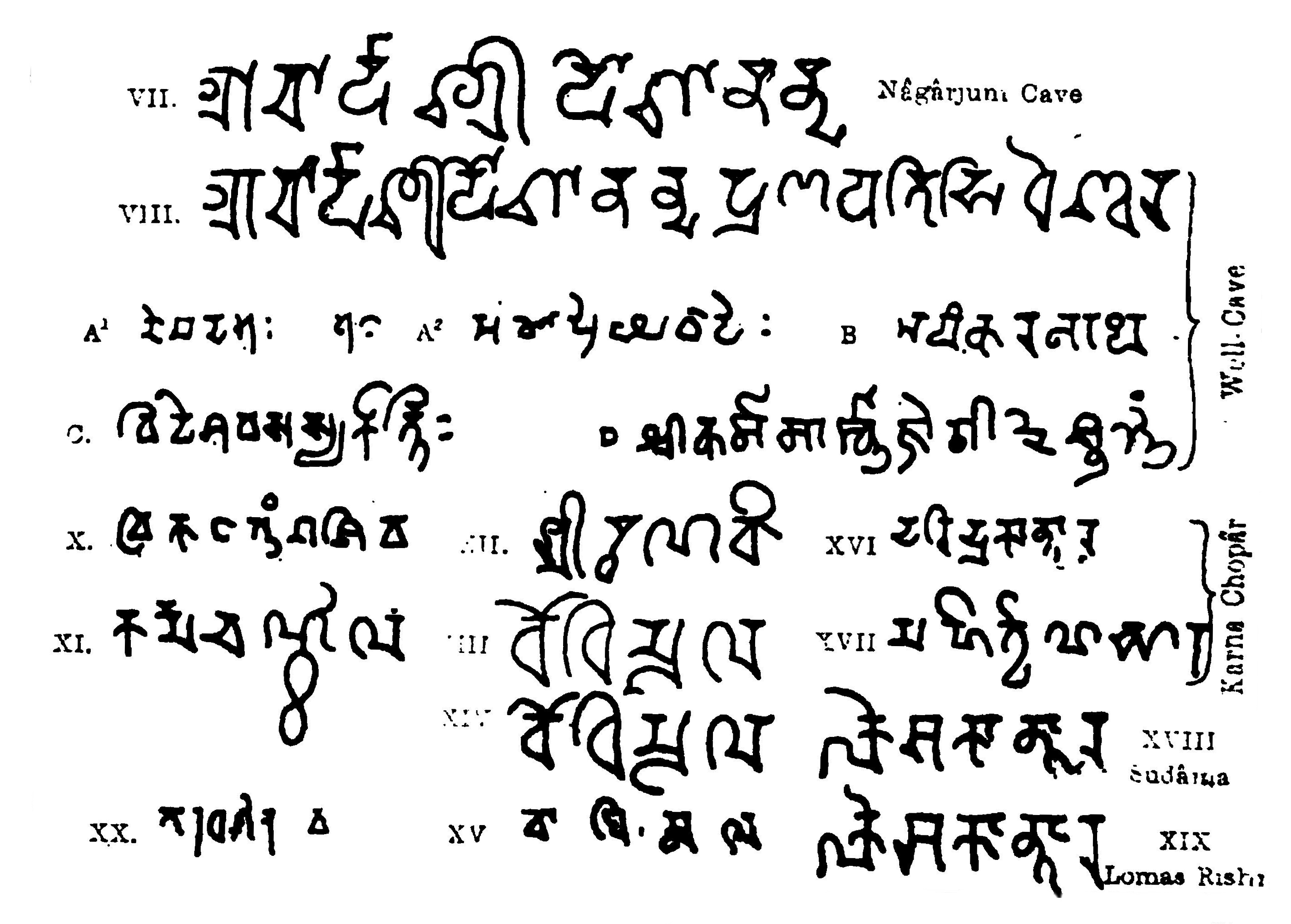
Inscriptions courtes de l'époque de l'Empire Gupta, réparties dans presque toutes les grottes.

| Traduction en français | Original en Sanskrit (texte original de la grotte de Lomas Rishi) |
| --- | ----------------------------------------------------------------- |
| « Om! Lui, Anantavarman qui était l'excellent fils, captivant le cœur de l'humanité, de l'illustre Sardaule, et qui, possédé de très grandes vertus, ornée par sa propre (haute) naissance dans la famille des rois Maukhari, - lui, d'une renommée immaculée, avec joie a établi comme si c'était sa propre renommée représentée sous forme corporelle dans le monde, cette belle image, placée dans (cette) caverne de la montagne Pravaragiri, du (dieu) Krishna. (Ligne 3.) - L'illustre Sardula, de renommée fermement établie, le meilleur parmi les chefs, devint le chef de la terre; celui qui était une mort même aux rois hostiles; qui était un arbre dont les fruits étaient les vœux (exaucés) de ses favoris; qui était le flambeau de la famille de la caste des guerriers, qui est glorieuse à travers de nombreuses batailles; (et) qui, charmant les pensées de belles femmes, ressemblait (au dieu) Smara. (L. 5.) - Quel que soit l'ennemi sur lequel l'illustre roi Sardula jette sa colère, l'œil plein de férocité, la pupille élargie et tremblante et aimée entourée de rouge aux coins entre les sourcils levés, - sur lui tombe la flèche mortuaire, déchargée de la corde d'arc tendue à son oreille, de son fils, donneur de plaisir sans fin, qui porte le nom d'Anantavarman. » — Corpus Inscriptionum Indicarum, Fleet p.223 |                                                                   |

## Grottes similaires

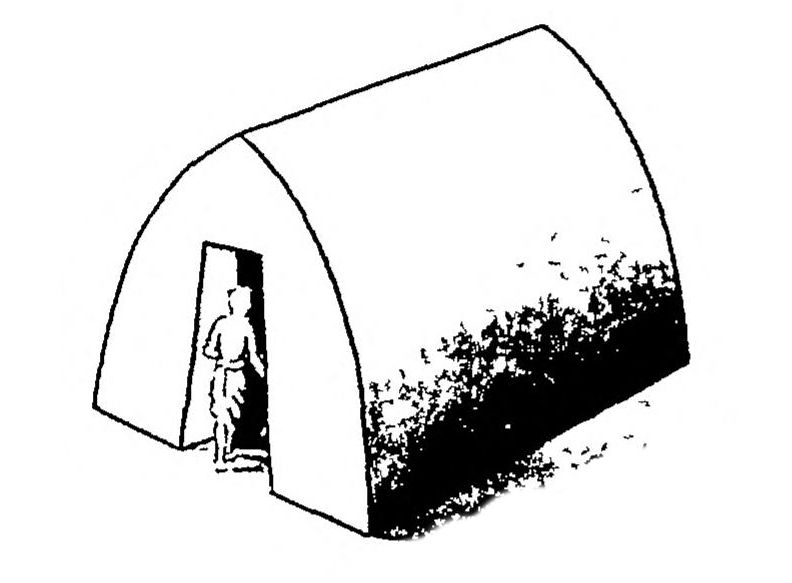
Grotte de Sitamarhi.

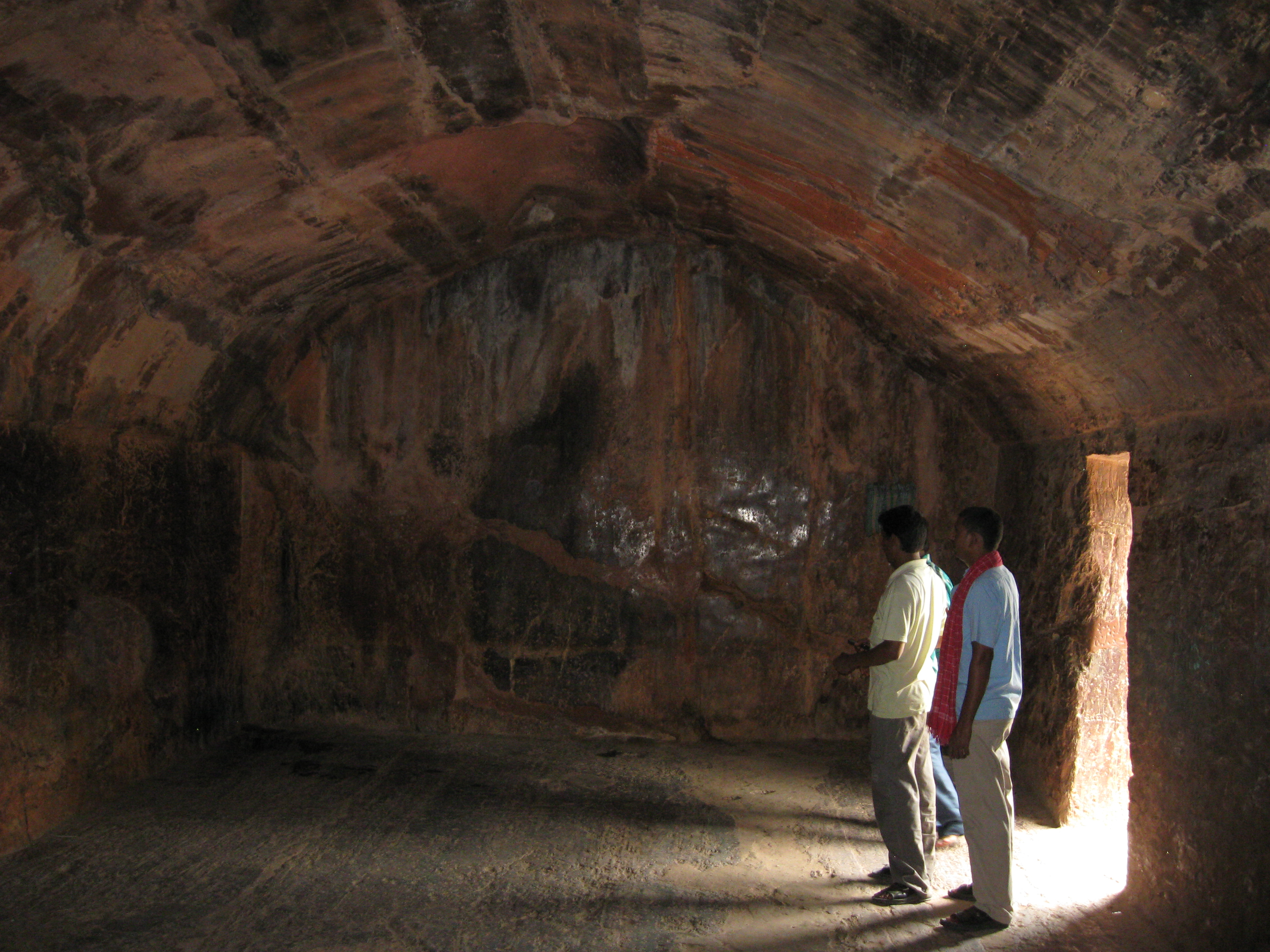
Grotte de Son Bhandar.

Il existe une autre grotte possédant la structure et les qualités de polissage des grottes de Barabar, mais sans aucune inscription. Il s'agit de la grotte de Sitamarhi, à 20 km de Rajgir, 10 km au sud-ouest de Hisua (en), elle aussi datée de l'empire Maurya. Elle est plus petite que les grottes de Barabar, ne mesurant que 4,91 × 3,43 m, avec une hauteur sous plafond de 2,01 m. L'entrée est aussi trapézoïdale, comme pour les grottes de Barabar.
Enfin, la grotte de Son Bhandar, généralement datée des IIe – IVe siècles, partage néanmoins une structure et quelques petites zones de poli irrégulier pouvant rappeler les grottes de Barabar, ce qui amène certains auteurs à suggérer qu'elle est contemporaine, voire antérieure aux grottes de Barabar.

## Statuaire hindoue postérieure
À l'extérieur des grottes sur le sommet de la colline, à environ 600 mètres (25° 00′ 41″ N, 85° 03′ 45″ E), se trouvent le temple hindou de Vanavar Shiv Mandir et de nombreux exemples de petite statuaire hindoue.

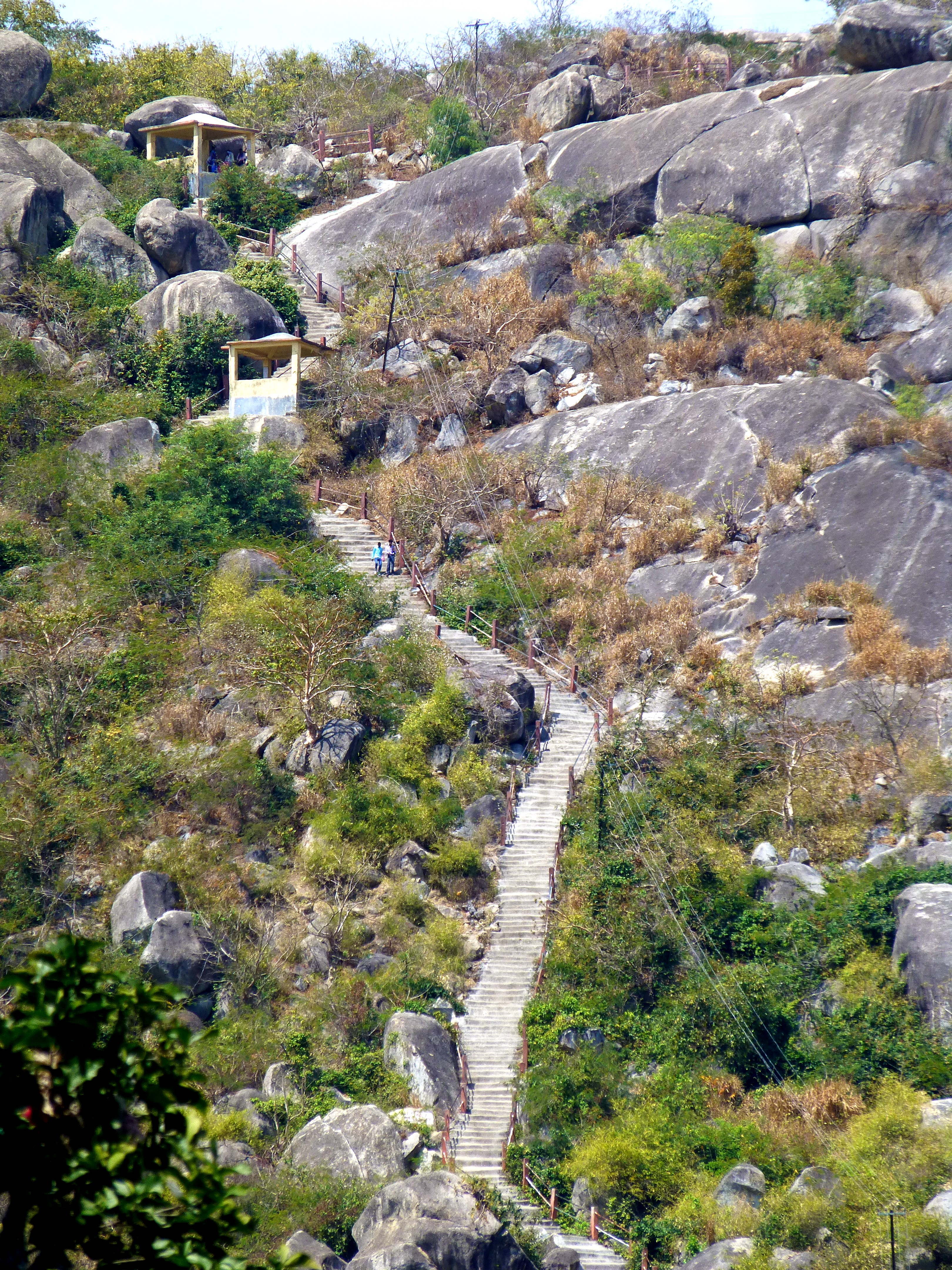
Chemin menant au temple hindou.
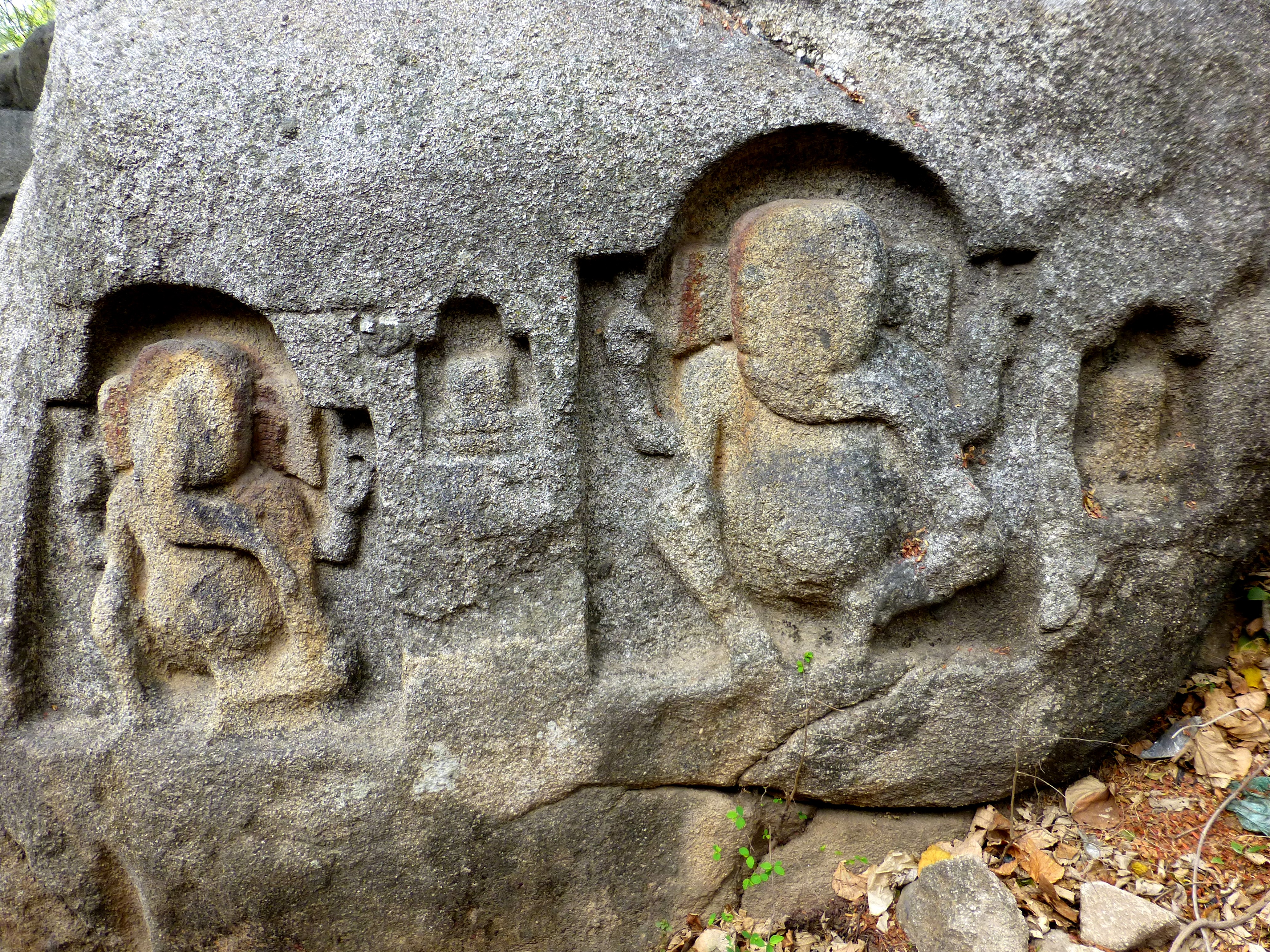
Statues de Ganesh.
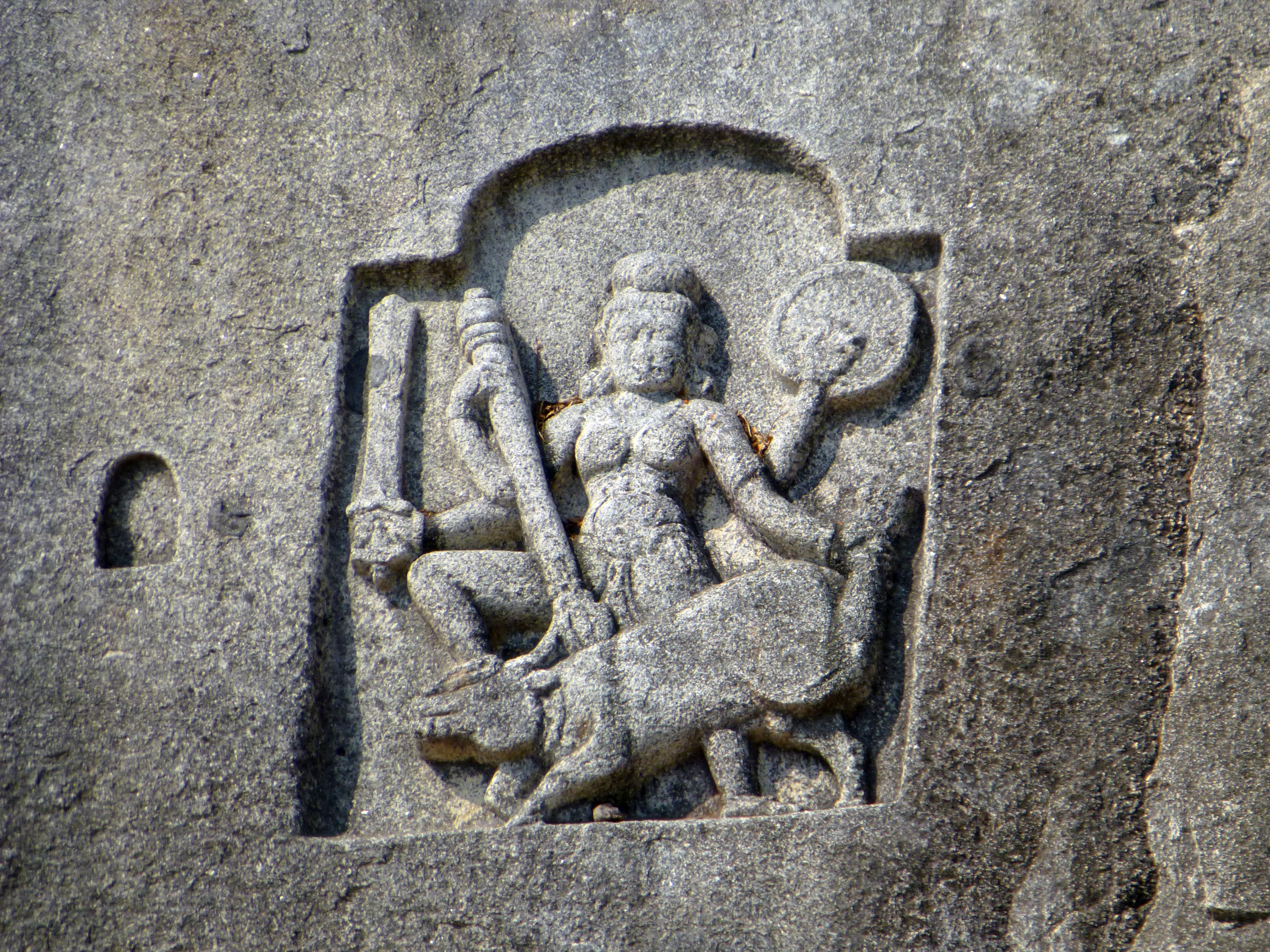
Statue de Dourga.
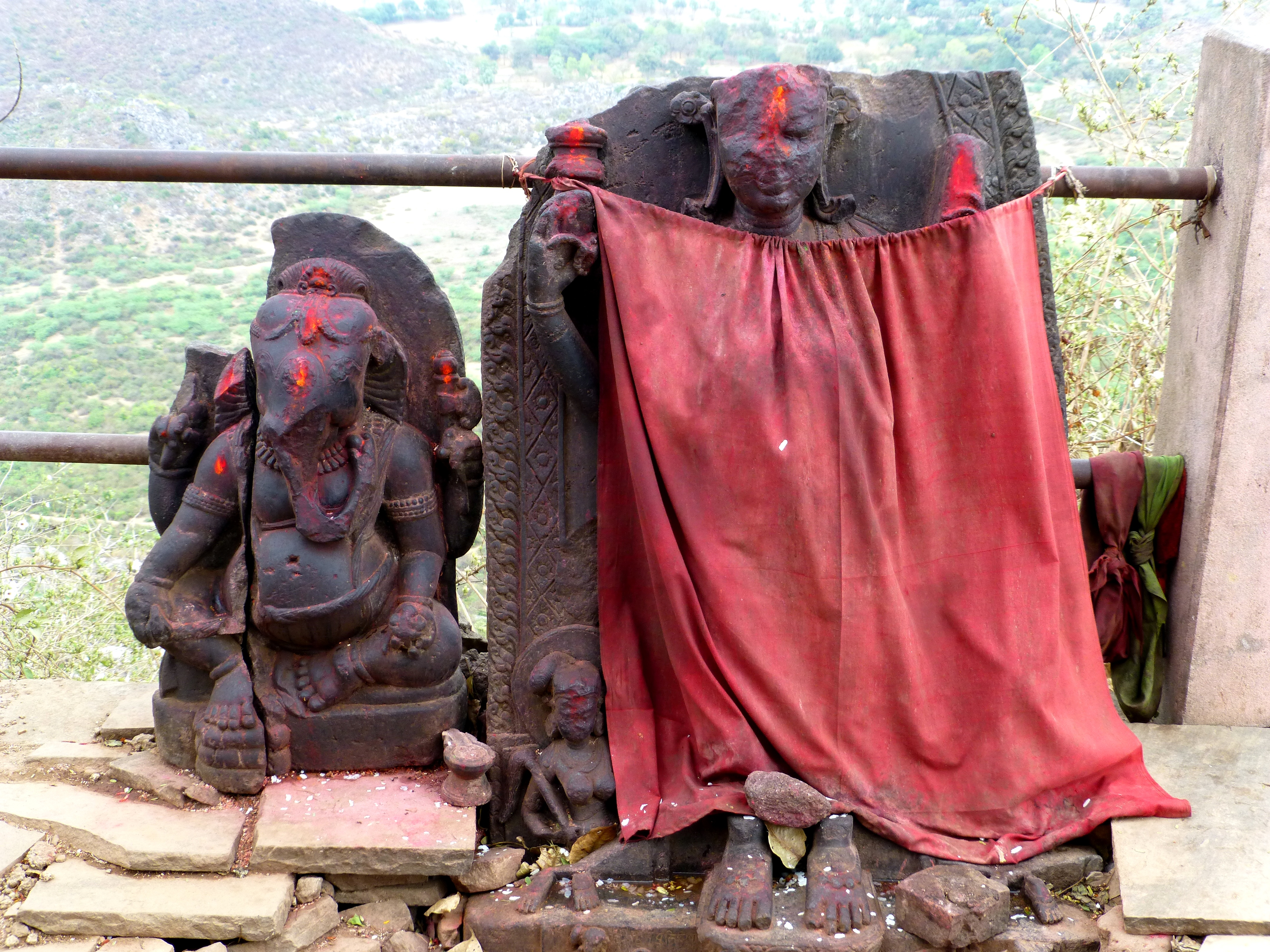
Fragments de statues.
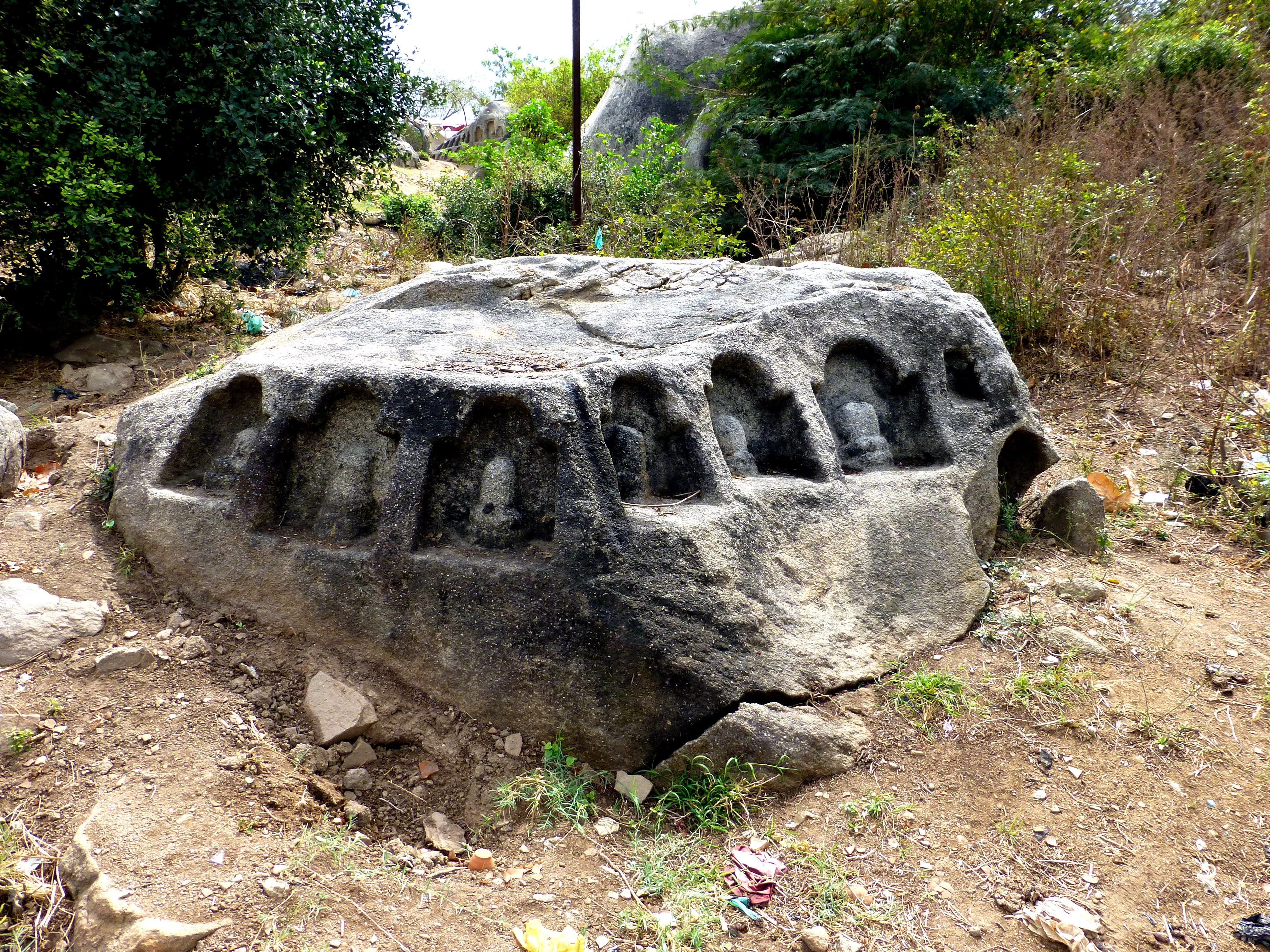
Lingas sculptés dans le roc.
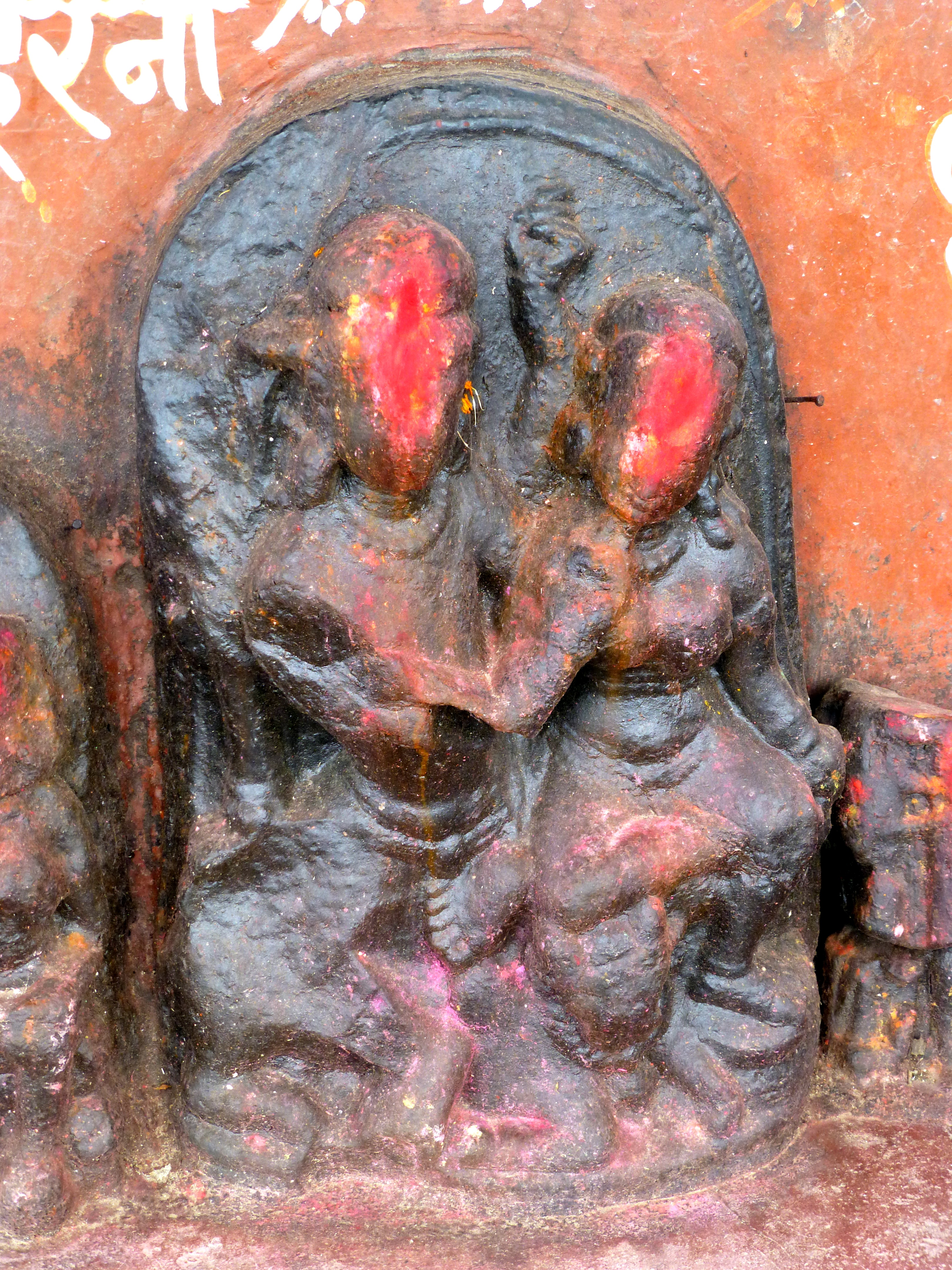
Statue de temple.

## Dans la culture
Elles inspirent E. M. Forster pour créer les « grottes de Marabar (en) », lieu fictif de son roman Route des Indes, publié en 1924. Les vraies grottes de Barabar sont d’ailleurs utilisées comme décor de l'adaptation cinématographique de David Lean : La Route des Indes. La scène de la visite de ces grottes par l'Indien Dr Aziz à deux Anglaises est une scène clef du film.